# Église du Vieux Lugo
L'église du Vieux Lugo ou du Vieux Lugos est une église catholique située sur le territoire de la commune de Lugos, dans le département de la Gironde, en France.

## Localisation
L'église se trouve au milieu de la forêt des Landes, dans le nord-est du territoire communal de Lugos. Elle est sur le site de l'ancien village de Lugo, aujourd'hui disparu. Depuis la commune de Lugos, elle peut être rejointe par la route départementale D110 en direction de Belin-Béliet ; au bout de 4,2 km, après avoir franchi le pont au-dessus de l'autoroute A63, il convient de faire demi-tour dès après pour trouver, sur la droite, une petite route qui longe cette autoroute sur environ 1,2 km jusqu'au lieu-dit Moulin de Lugos et enfin de prendre à droite la route qui mène vers le nord-est à l'église située à 1,8 km ; depuis Belin-Béliet, la route départementale D110 en direction de Lugos conduit, à 3,3 km, au pont franchissant l'autoroute A63. L'église est, en fait, plus proche de Belin-Béliet que de Lugos.

## Historique du village de Lugo
La première évocation de Lugo dans les documents écrits, au Moyen Age, porte LUGOR (à la même époque est cité le village tout proche de Manor, qui deviendra Mano). Il est possible qu'il s'agit de la déformation de « lur agor » qui en aquitain ancien, comme en basque aujourd'hui, signifie « terre sèche ». D'autres voient dans le dieux celtique Lug l'origine de Lugo, ou encore un gallo-romain du nom de Lucus.
Le village de Lugo s'était établi au croisement de deux anciens chemins passant par un gué sur la Leyre. Le chemin principal allait de Bordeaux à Dax, puis en Espagne. Le second allait de La Teste de Buch à Bazas. Donc Lugo se trouvait sur un lieu de passage très fréquenté, d'autant plus que se rejoignaient là deux itinéraires de Saint-Jacques de Compostelle : le chemin majeur de Tours par Blaye, Bordeaux, Dax, et le « chemin des anglais » par Soulac ou Port de By en Médoc, Le Porge, Audenge, Mios, Salles. Il est probable qu'un lieu d'hébergement et de soins aux pèlerins, tenu par les religieux existait alors, mais aucun document n'en apporte la certitude.
La Leyre jouait un rôle important. Elle était flottable et permettait la descente de bois en radeaux, et sans doute de charbon de bois et de résine en petits bateaux. Elle permettait aussi par halage la remontée du sel et du poisson. En hiver, lors de ses débordements, son franchissement présentait un obstacle important. Celui-ci se faisait uniquement en barque, ce qui freinait considérablement le transport de personnes et des marchandises.
La période du plus grande essor de Lugo se situe au début du XVIIe siècle, comme en témoignent les nombreuses pièces de monnaie trouvées sur le site de l'ancien village. Au début du XVIIIe siècle le déclin commence : le cours de la Leyre se déplace, son gué est plus au nord ; la route royale, de Bordeaux à Bayonne est construite et passe par Belin, avec un pont sur la Leyre à Mons. Lugo a perdu son raison d'être et le village se déplace progressivement à cinq kilomètres au sud-ouest pour devenir le Lugos d'aujourd'hui. L'église de Lugo, à la suite de la construction au bourg de l'église paroissiale actuelle, est abandonné vers 1849. Le cimetière entourant l'église a été abandonné au début des années 1900.

## Historique de l'église
L'église, dédiée à saint Michel, fut construite au XIe siècle, en blocs de grès ferrugineux (alios ou garluche). Nichée en pleine forêt, cette minuscule église se situe dans une boucle de la rivière la Leyre, le seul vestige de village de Lugo.
Les parties les plus anciennes de l'église, comme le chœur et la nef datent du XIe ou XIIe siècle. Le clocher actuel est daté du XVe siècle : il a remplacé un clocher-mur dont on peut encore voir les traces. La cloche, toujours en place, porte la date de 1643.
Sur la façade nord, au pied de la tour, se trouvait une ouverture, aujourd'hui murée, dite la porte des cagots, dont la légende locale affirme qu'elle permettait aux excommuniés et lépreux d'assister aux Offices sans pénétrer dans l'église. Cette légende est peut-être applicable à la veyrine qui se trouve dans le mur nord de l'abside. Il est plus probable que cette porte était l'entrée originelle de l'église et elle a été murée après l'ouverture de la porte actuelle au sud.

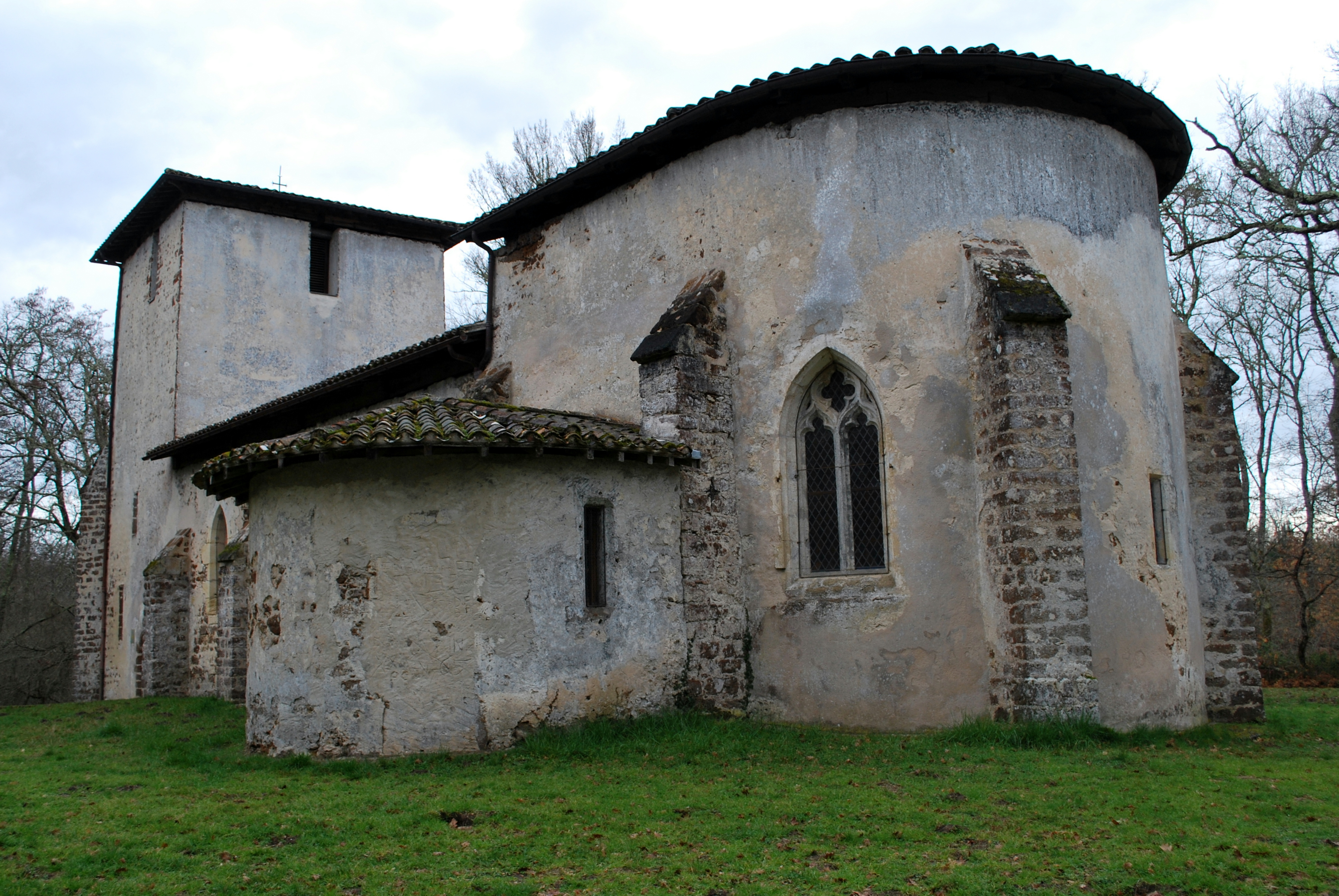
Façade sud-est
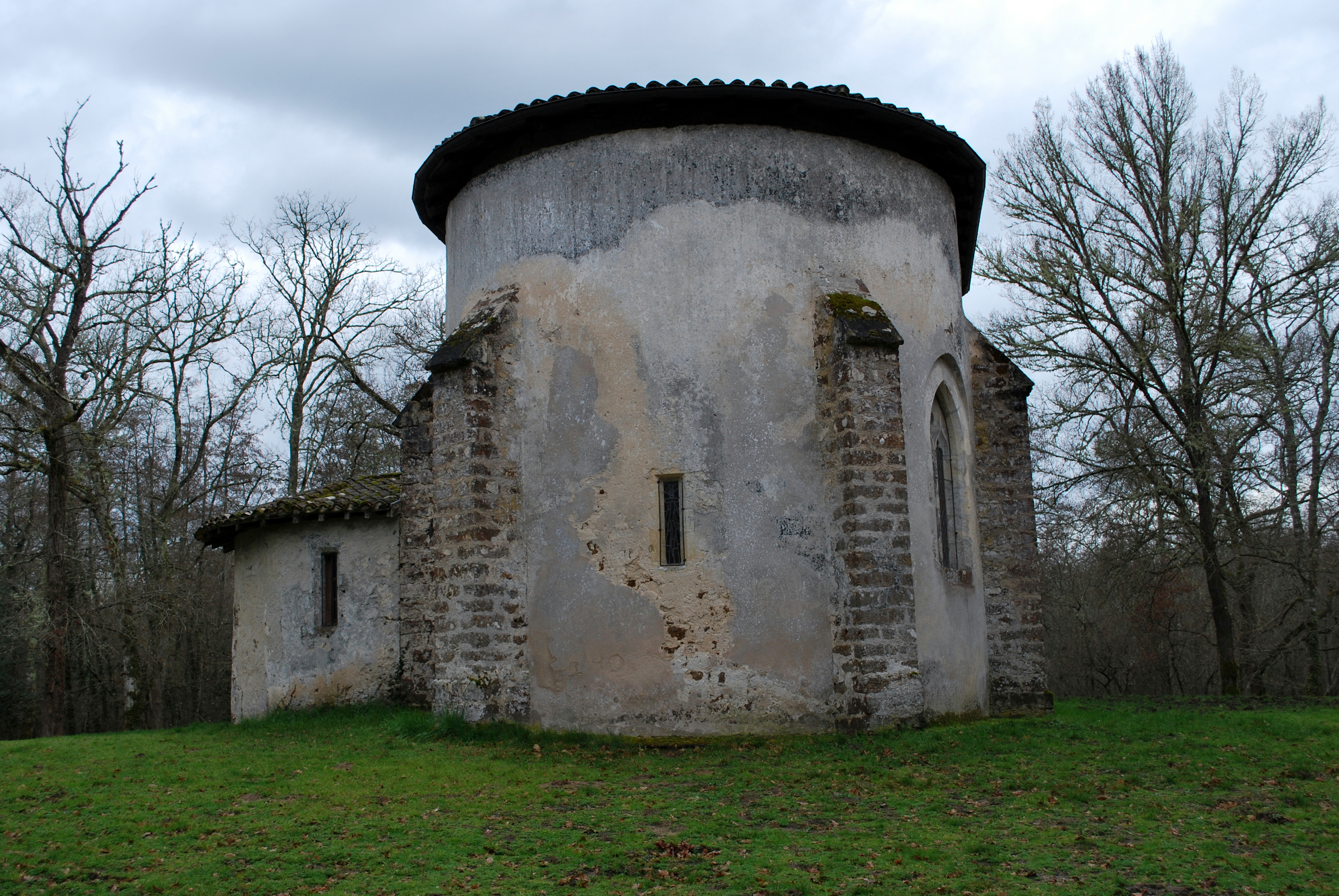
L'abside
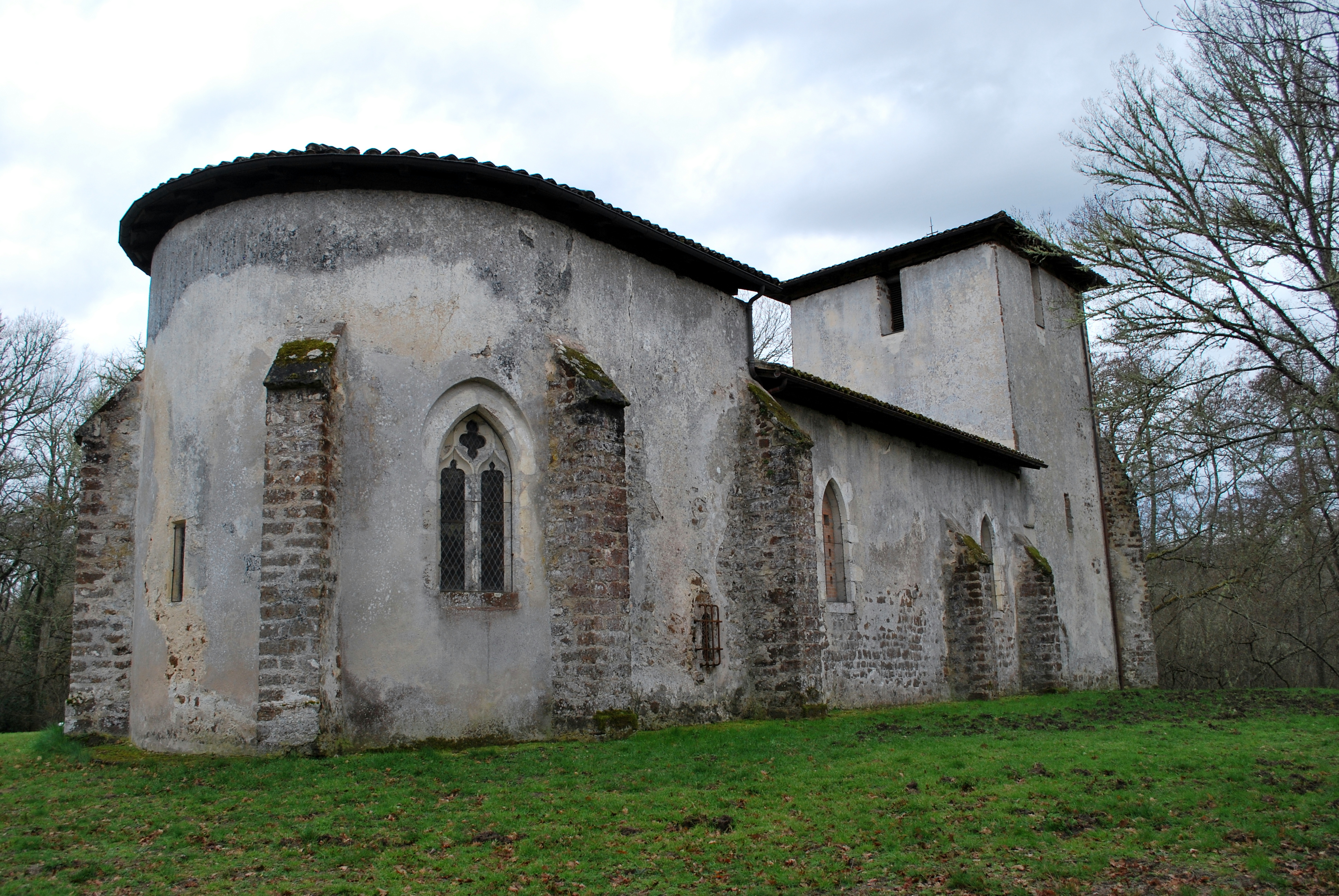
Façade nord-est
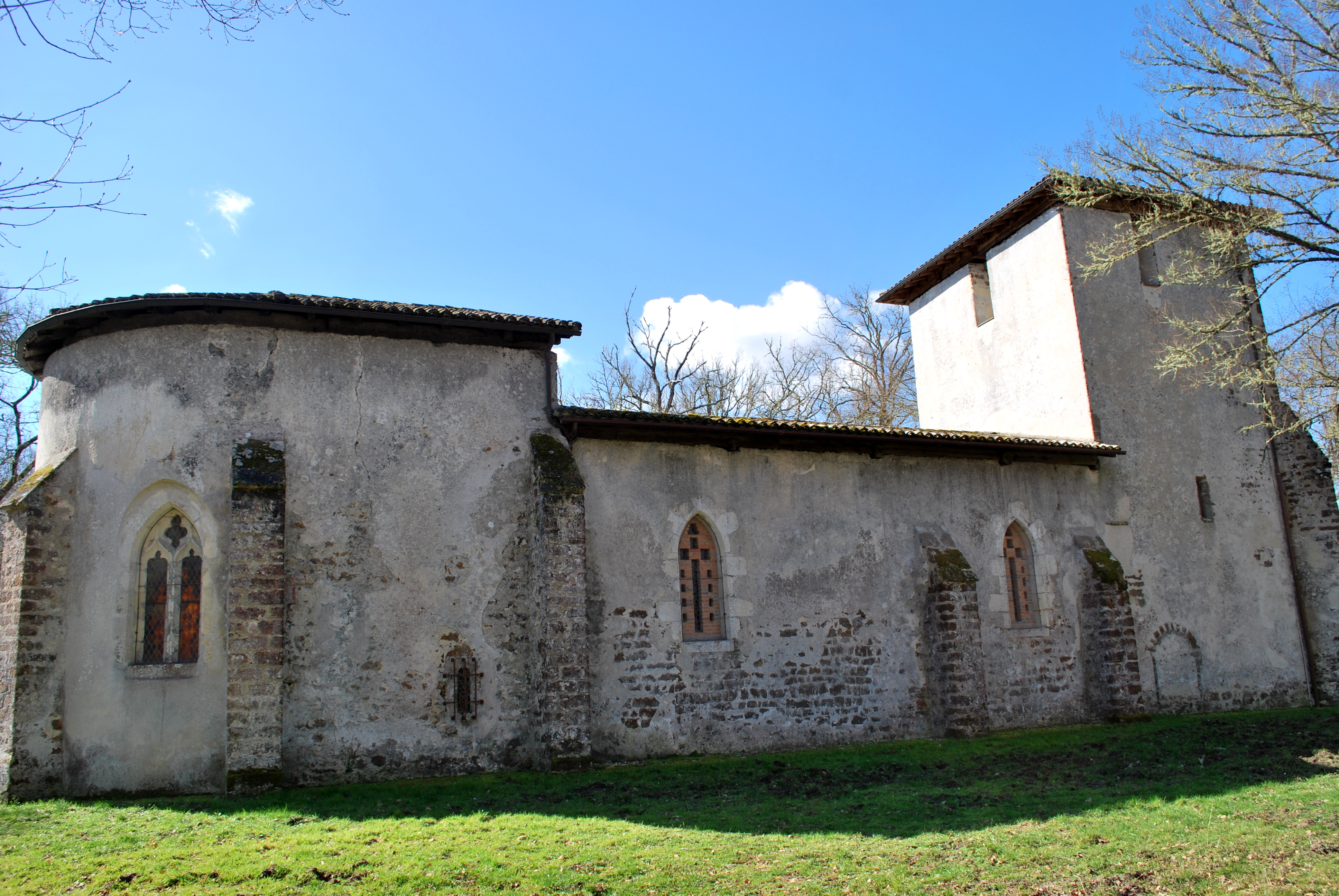
Façade nord
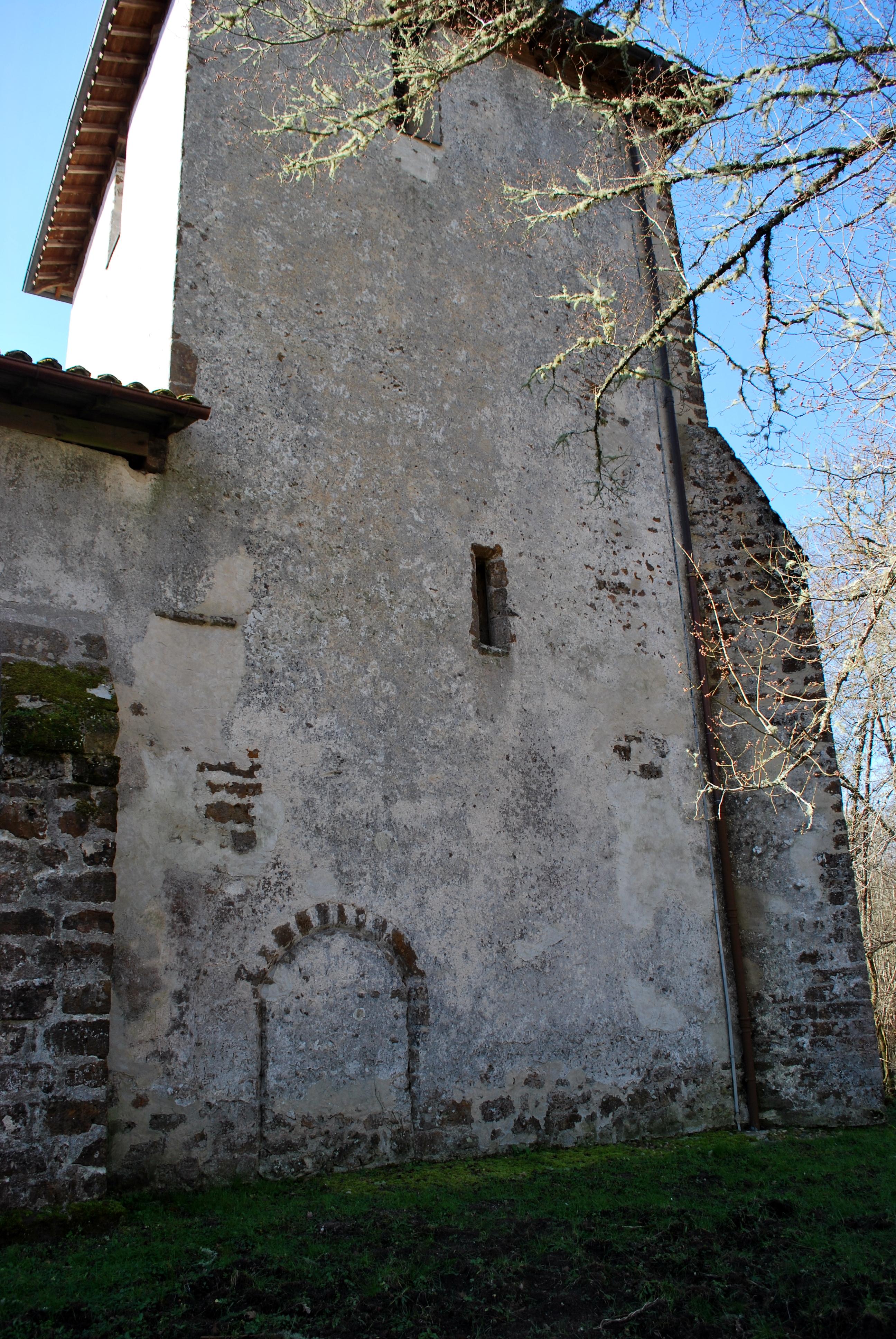
Ancienne porte d'entrée
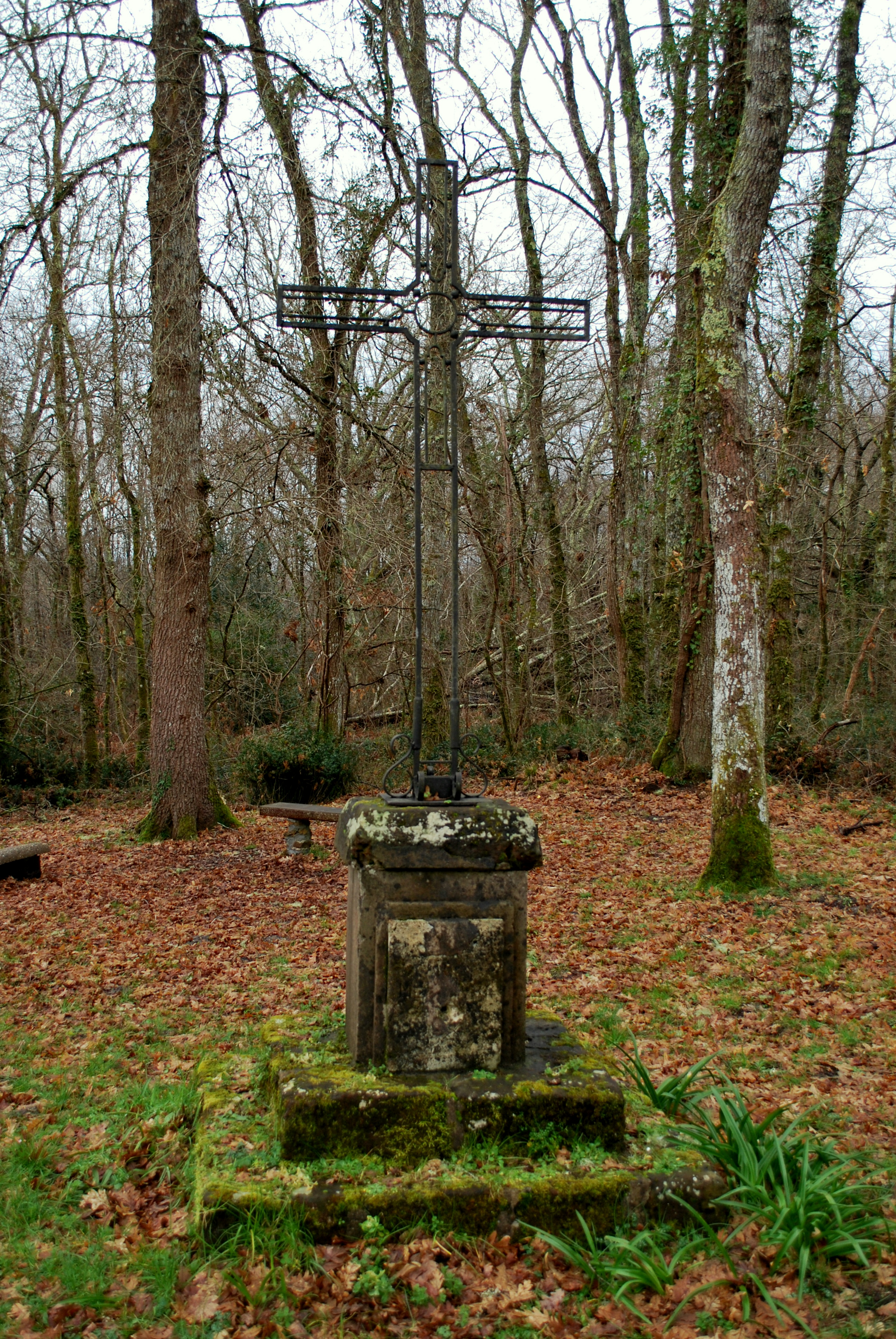
Croix de cimetière
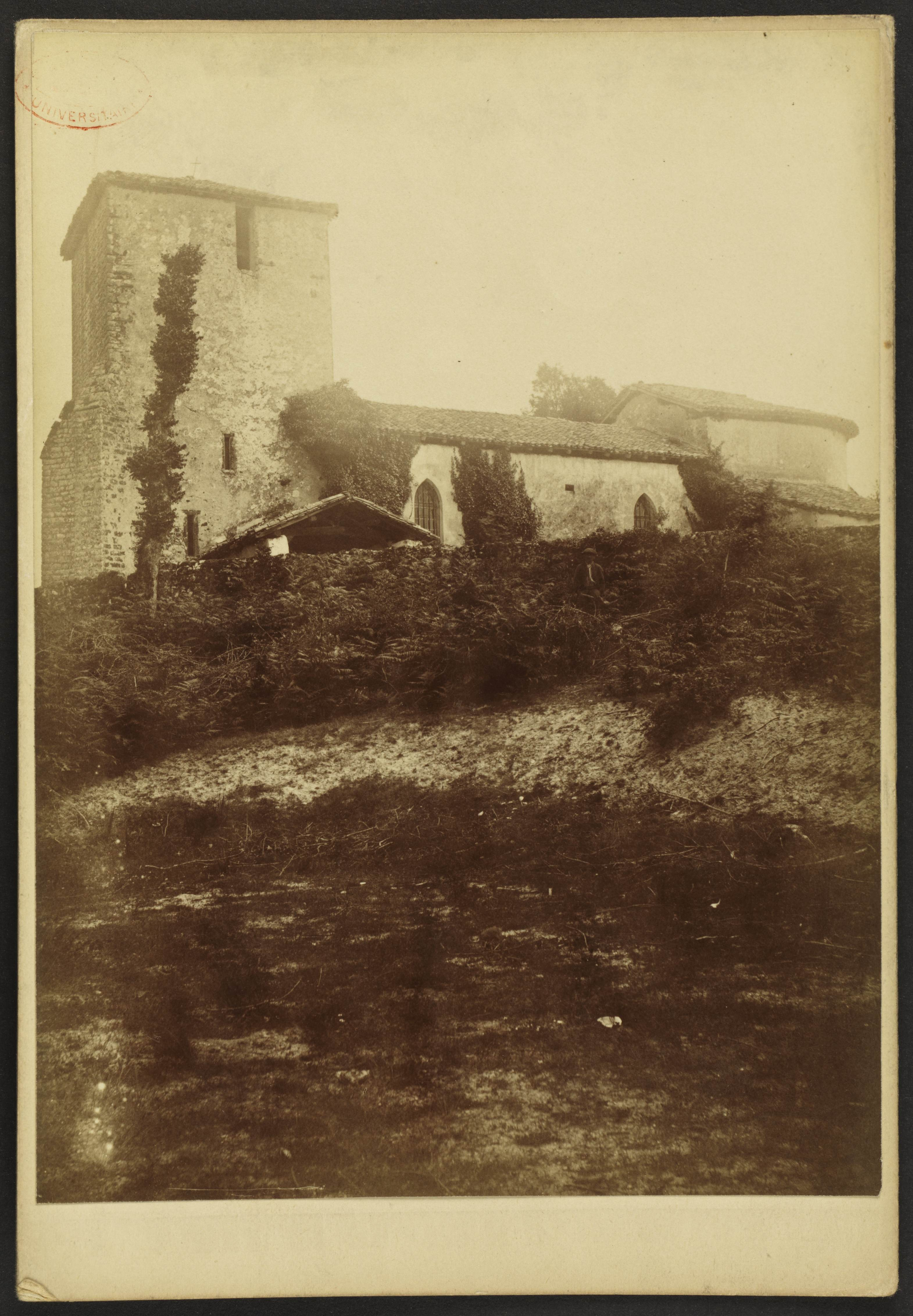
Photo J.-A. Brutails

Une chapelle dédiée à Notre-Dame a été ajoutée au sud du chœur au XVIIe siècle. Elle sert actuellement de sacristie. Au-dessus de la sacristie, sur le mur sud de l'abside on voit les traces d'un cadran solaire. Un porche couvert, dont la trace du toit à deux pentes est encore visible sur le mur, se trouvait placé à hauteur du portail d'entrée actuel. Il était toujours en place au début du XXe siècle, comme témoigne la photo de Jean-Auguste Brutails.
Le cimetière, qui entourait l'église, était lui-même entouré par un muret, dont seul le soubassement subsiste. Un porche couvert servait d'entrée, au sud du cimetière, à l'entrée du terre-pleine. Son emplacement est visible au sol. Il existait encore dans les années 1920, comme le montrent des cartes postales anciennes.
Une rénovation de la toiture a été effectuée à la fin des années 1950 ; une nouvelle a eu lieu pour le chœur et la nef en 1998. La rénovation complète du clocher est intervenue en 2005.
| - Veyrine vue de l'extérieur - Veyrine vue de l'intérieur |

Veyrine : Sur la façade nord de l'abside, à un hauteur d'environ un mètre du sol, se trouve une ouverture, libre à l'origine, mais aujourd'hui fermée par un vitrail et une grille. Plusieurs hypothèses ont été proposés :
- Elle aurait permis aux pèlerins pressés une dévotion rapide dans tous les lieux de culte rencontrés en chemin, ce dont ils avaient obligation.
- Elle aurait permis aux lépreux, ou aux cagots, d'assister aux Offices, tout en étant séparés des participants.
- Elle est un veyrine et servait à introduire dans l'église les nourrissons lors de leur baptême.

La dernière hypothèse est la plus probable, car, relativement peu d'églises sur les chemins de saint Jacques de Compostelle ont des ouvertures spécifiques pour des 'dévotions rapides' et bon nombre d'églises en Aquitaine ont des veyrines avérées. La tradition de passer un nourrisson par une ouverture étroite vers sa renaissance au sein de l'église chrétienne était elle-même la suite des croyances pré-chrétiennes ou les enfants étaient passés par des trous étroits pour les guérir des diverses maladies.

## L'intérieur de l'église
La nef est couverte par une charpente. Les choses les plus remarquables dans l'église sont les peintures murales datées du XVe siècle, découvertes en 1955 par l'abbé Thomas.

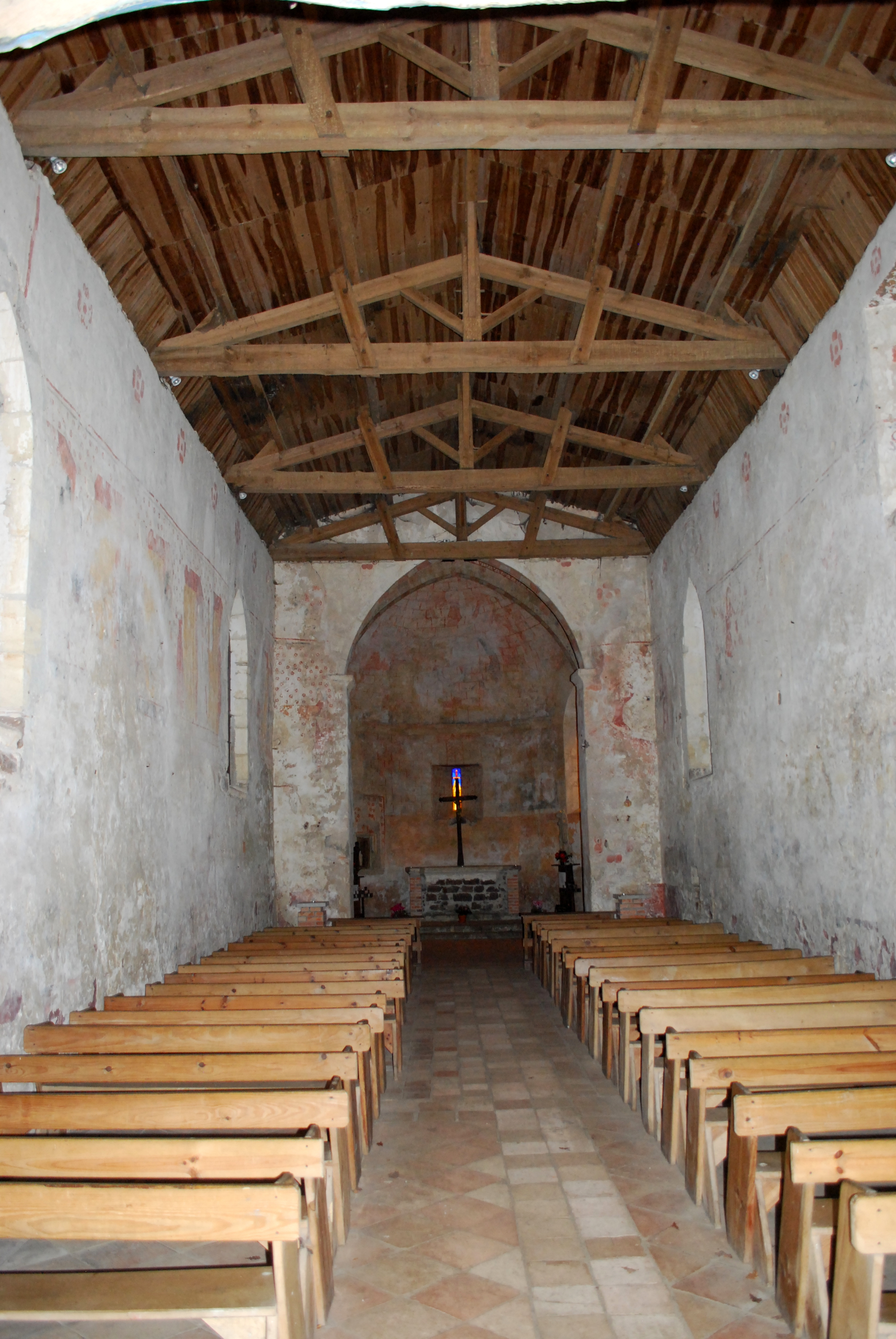
La nef vers l'est
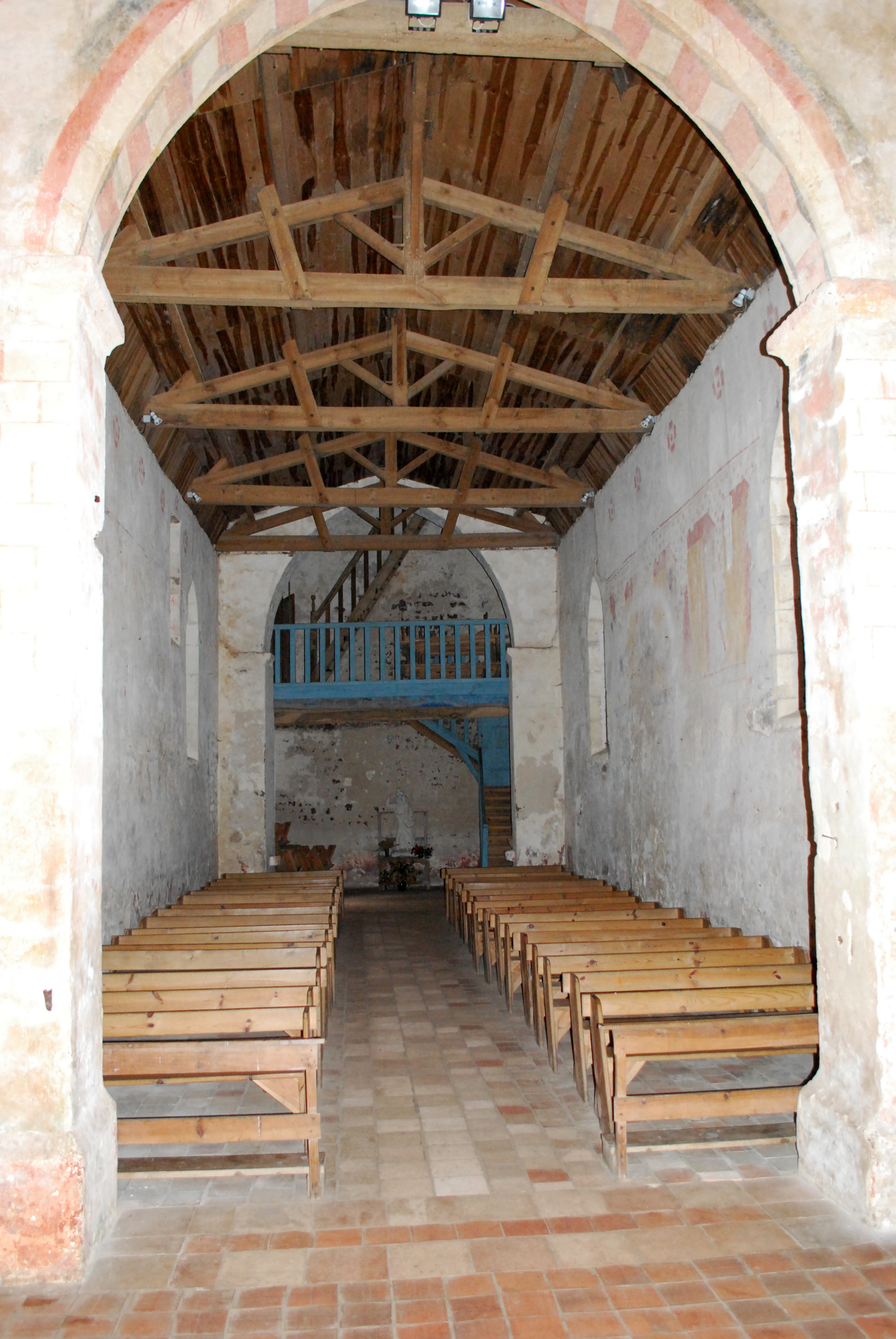
La nef vers l'ouest
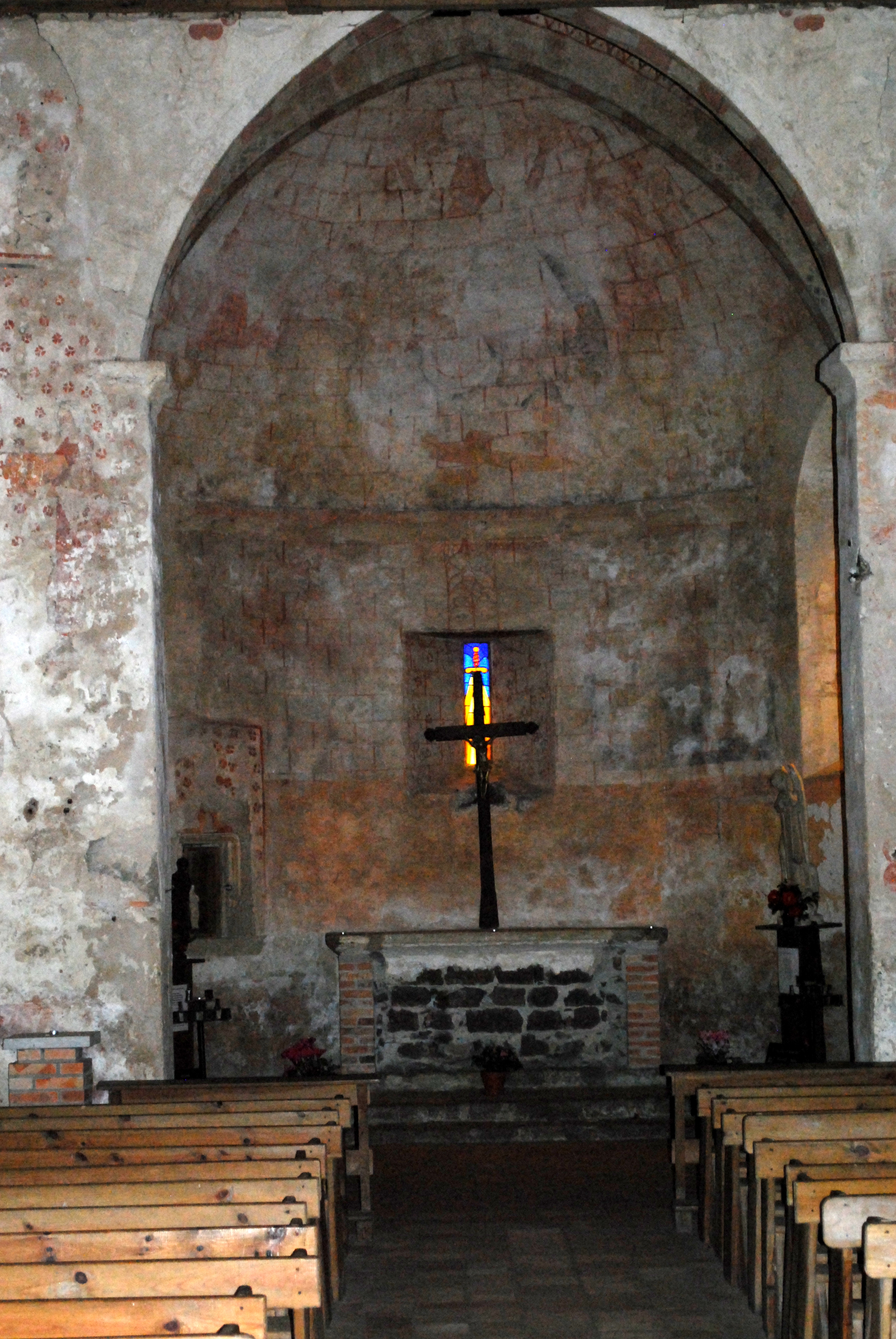
L'arc triomphal
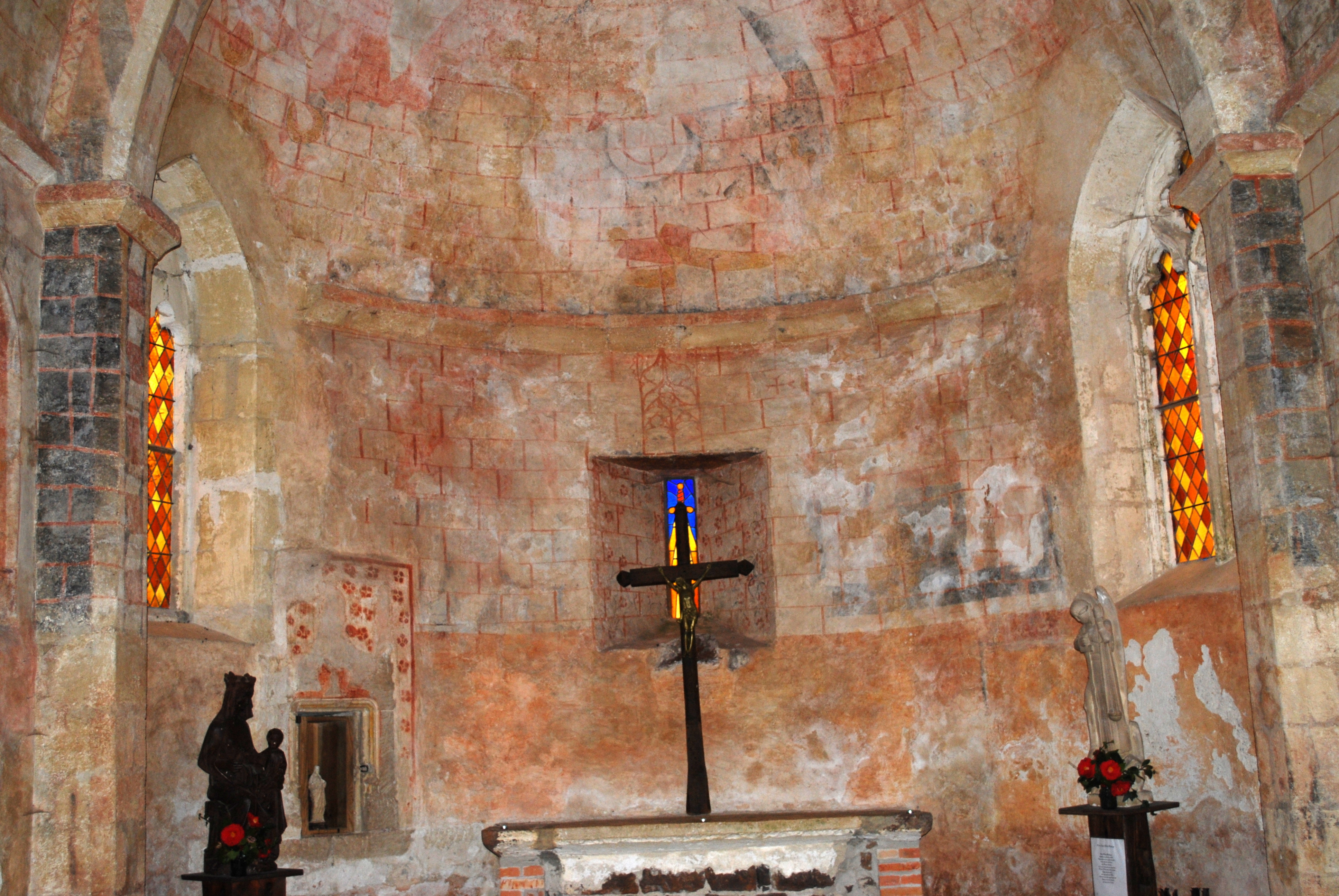
Le sanctuaire
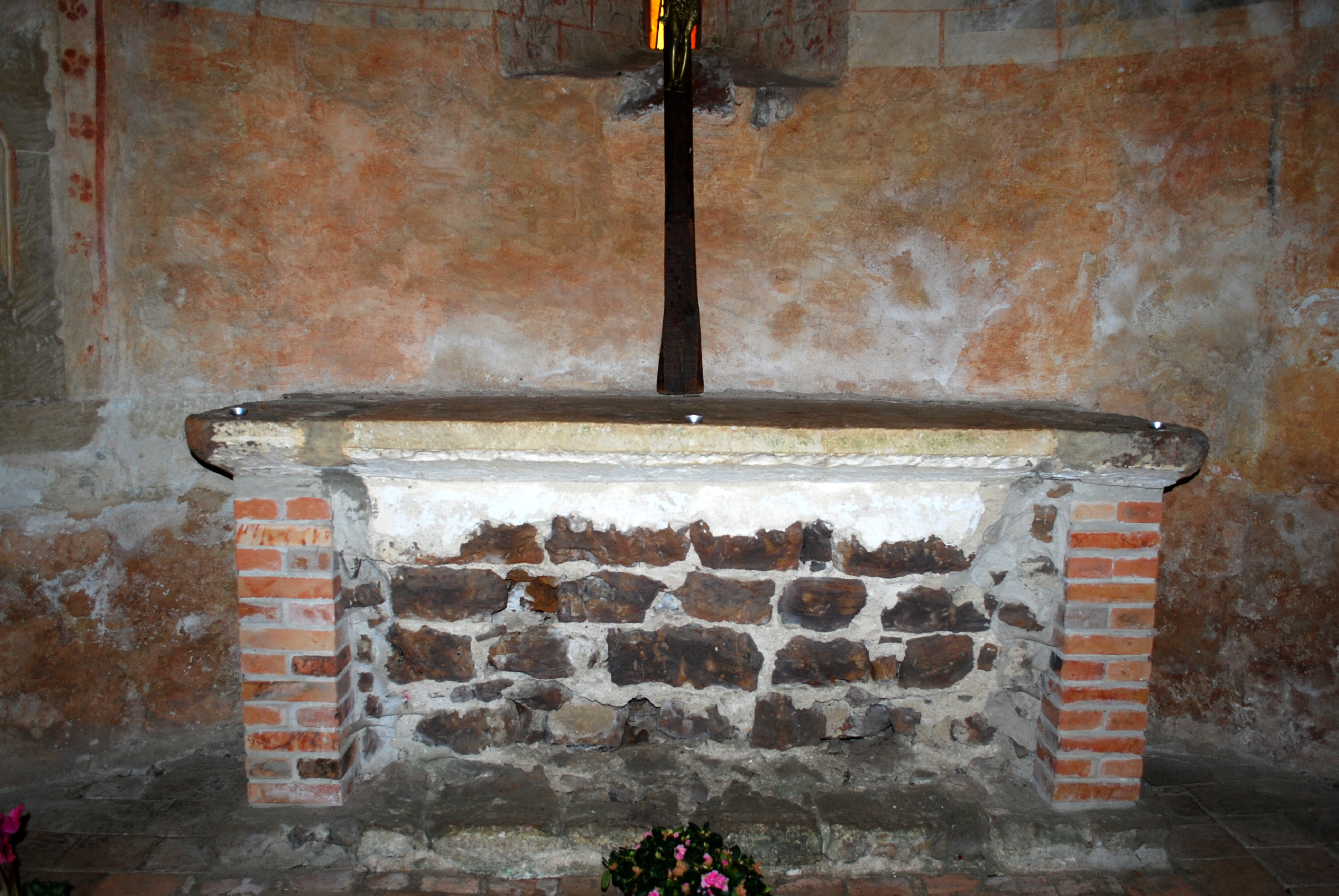
L'autel

### Le mobilier
De chaque côté de l’autel deux statues : Notre Dame de la Vallée et Saint Michel Archange. Dans des niches murales du chœur et au pied des deux statues, de nombreux ex-voto et des fleurs y sont déposés par des pèlerins ou visiteurs de passage. A l'entrée de la nef se trouve une statue de saint Jacques de Compostelle portant un enfant et deux bénitiers.

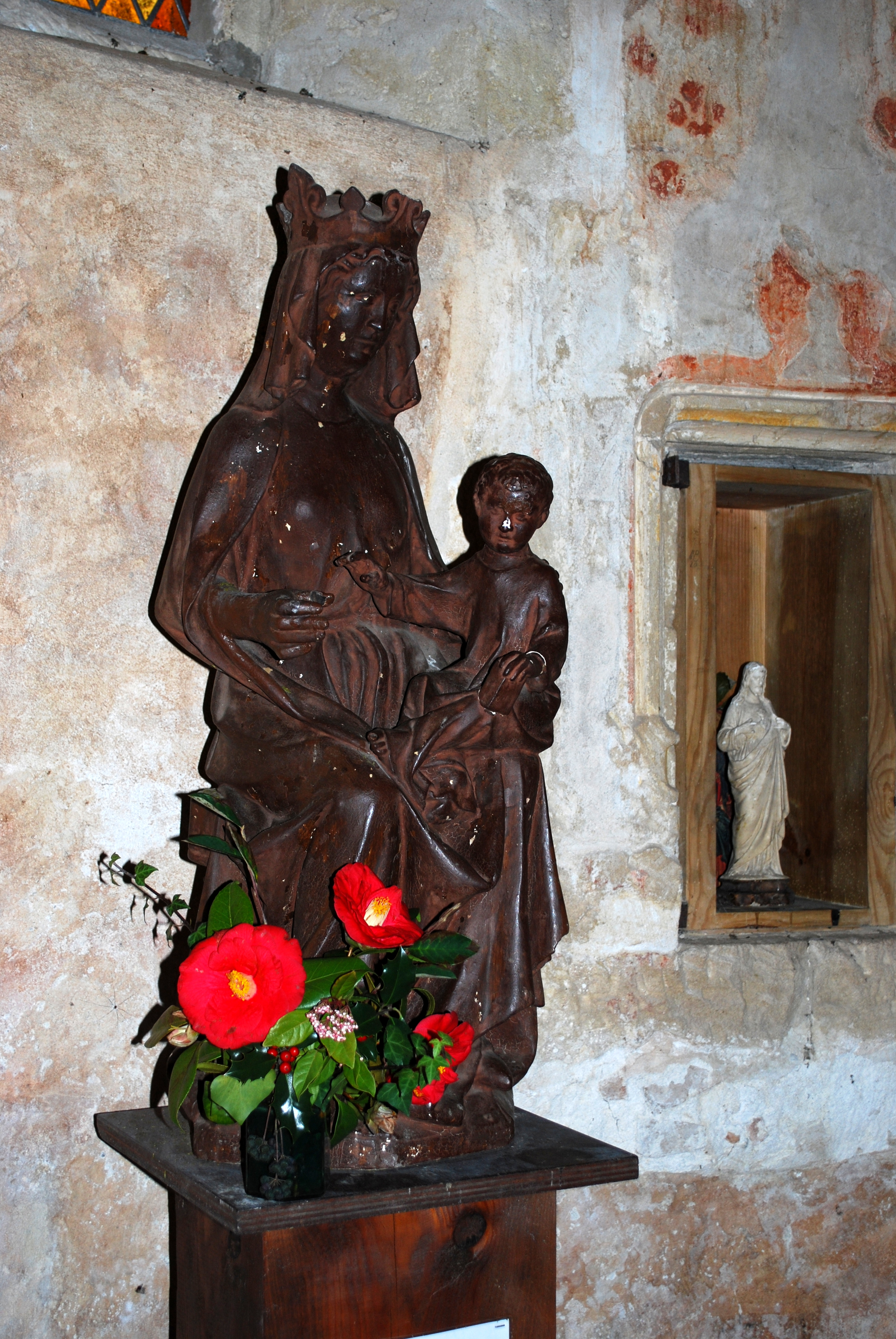
Notre Dame
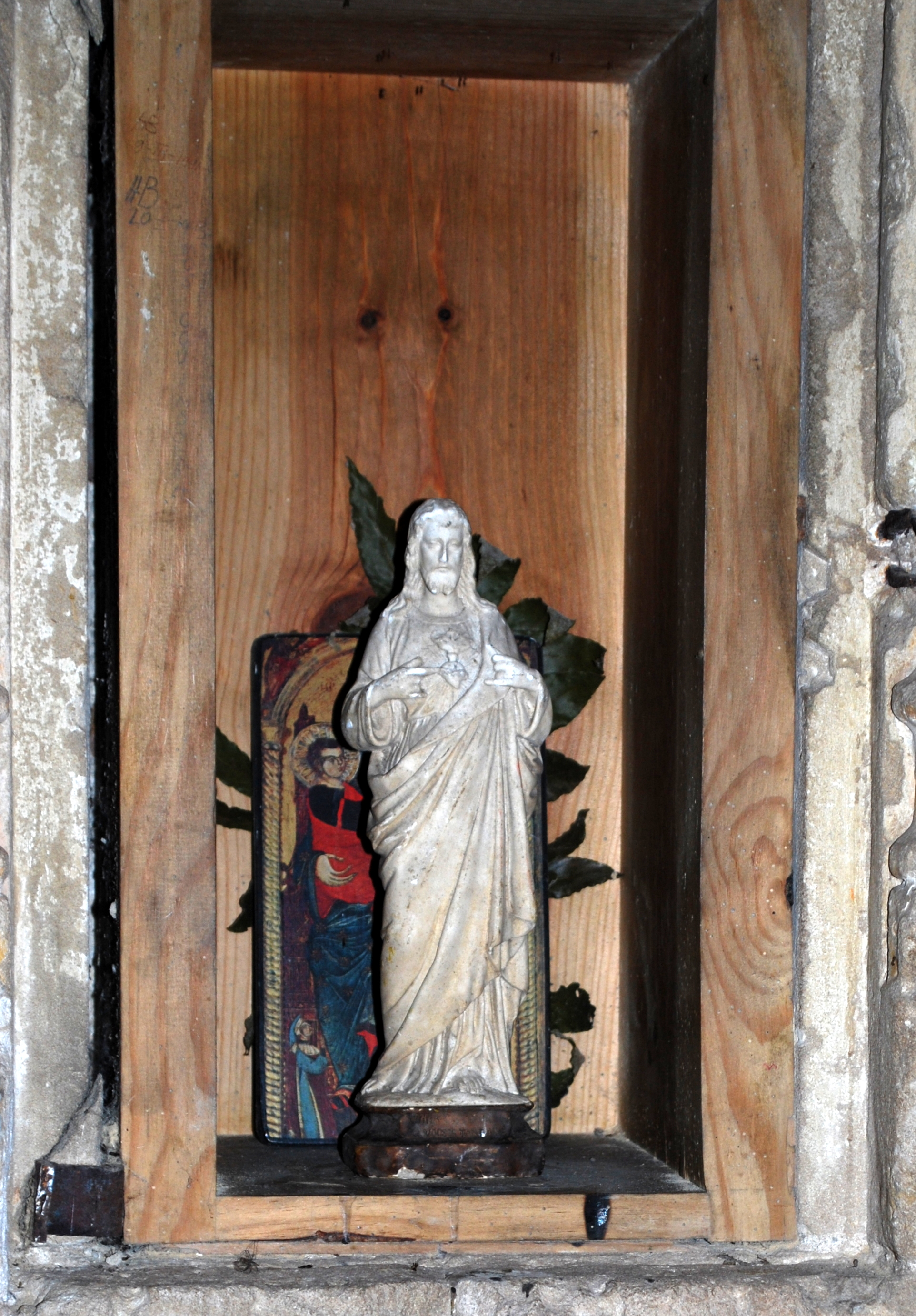
Ex voto
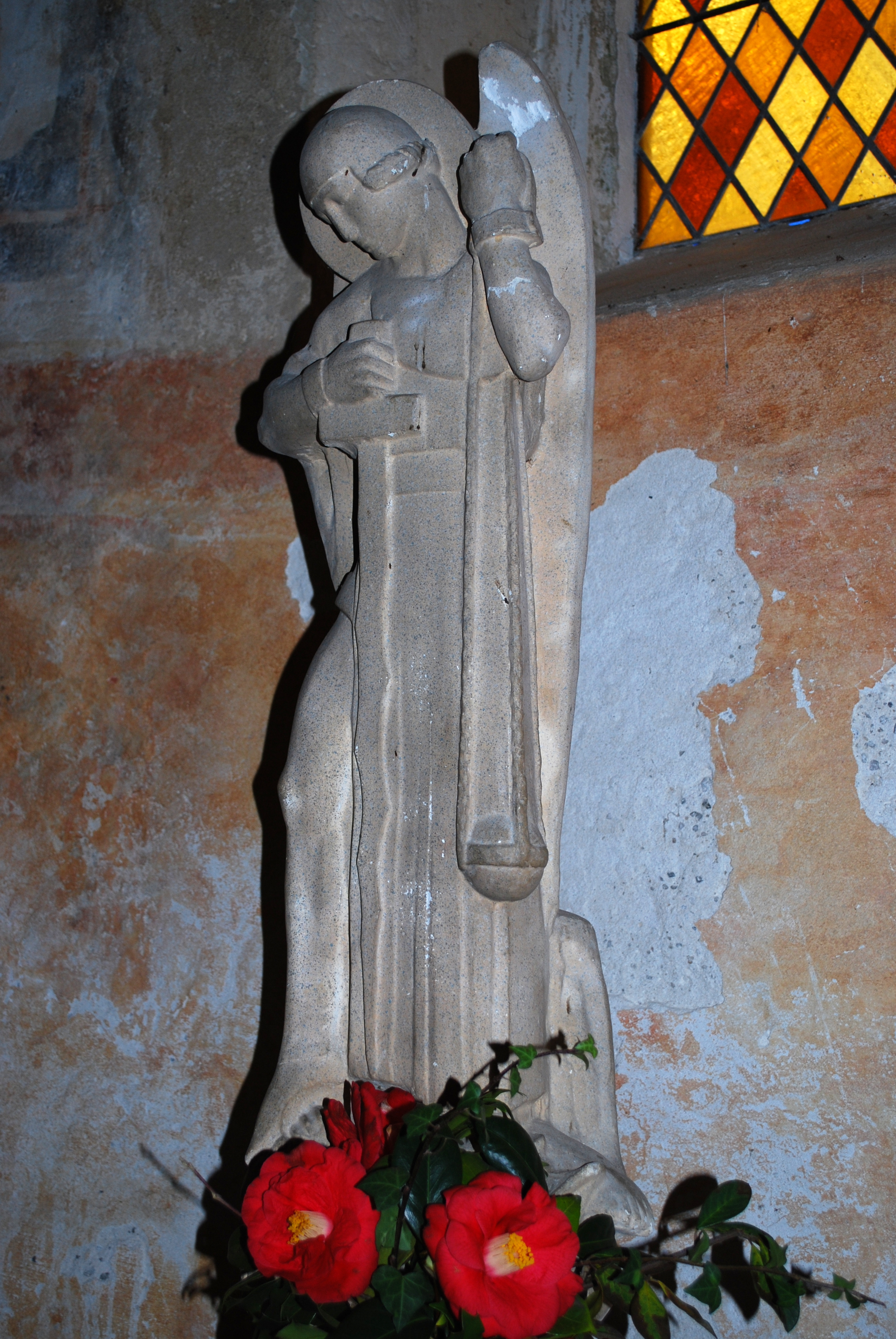
Saint Michel Archange
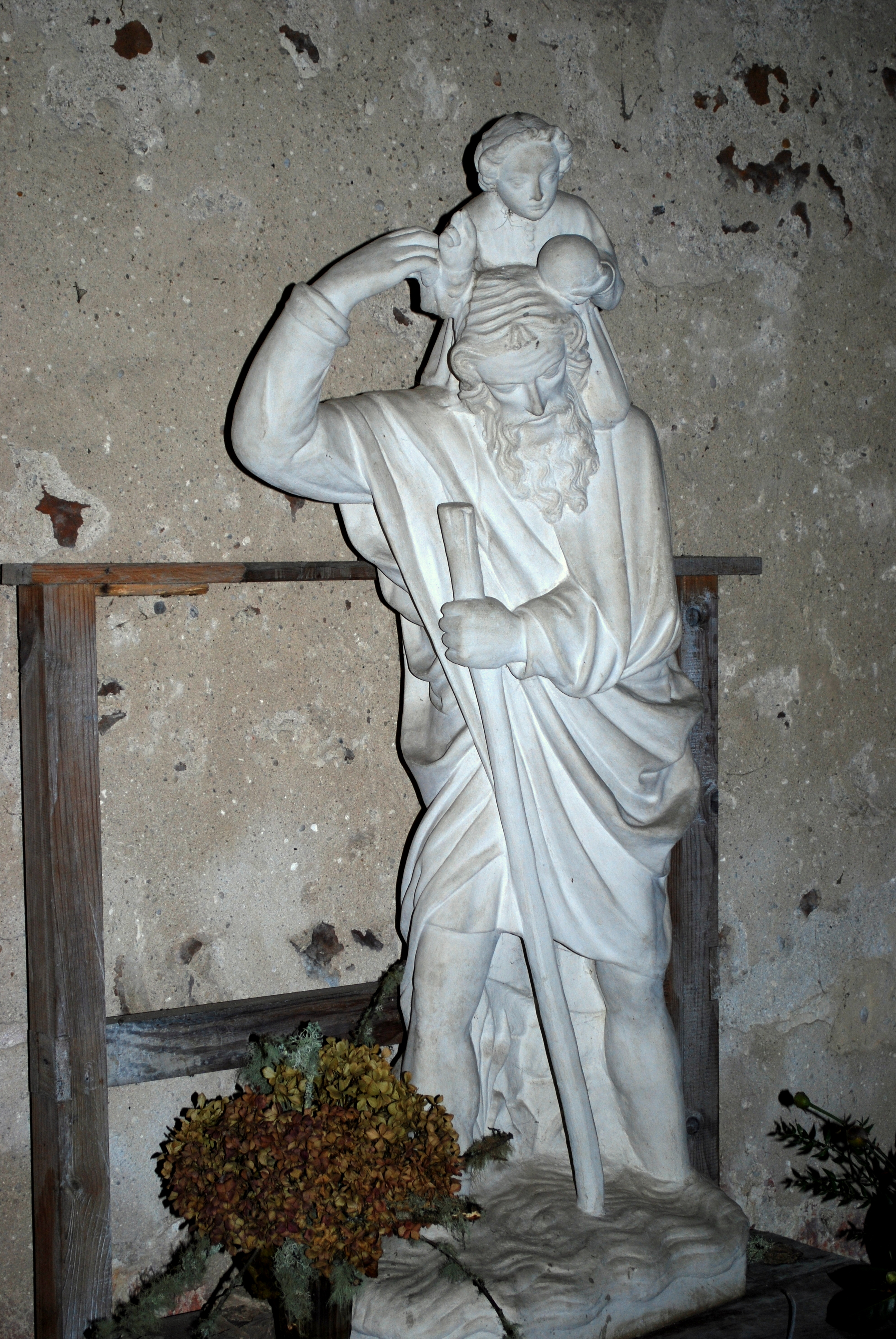
Saint Jaques de Compostelle
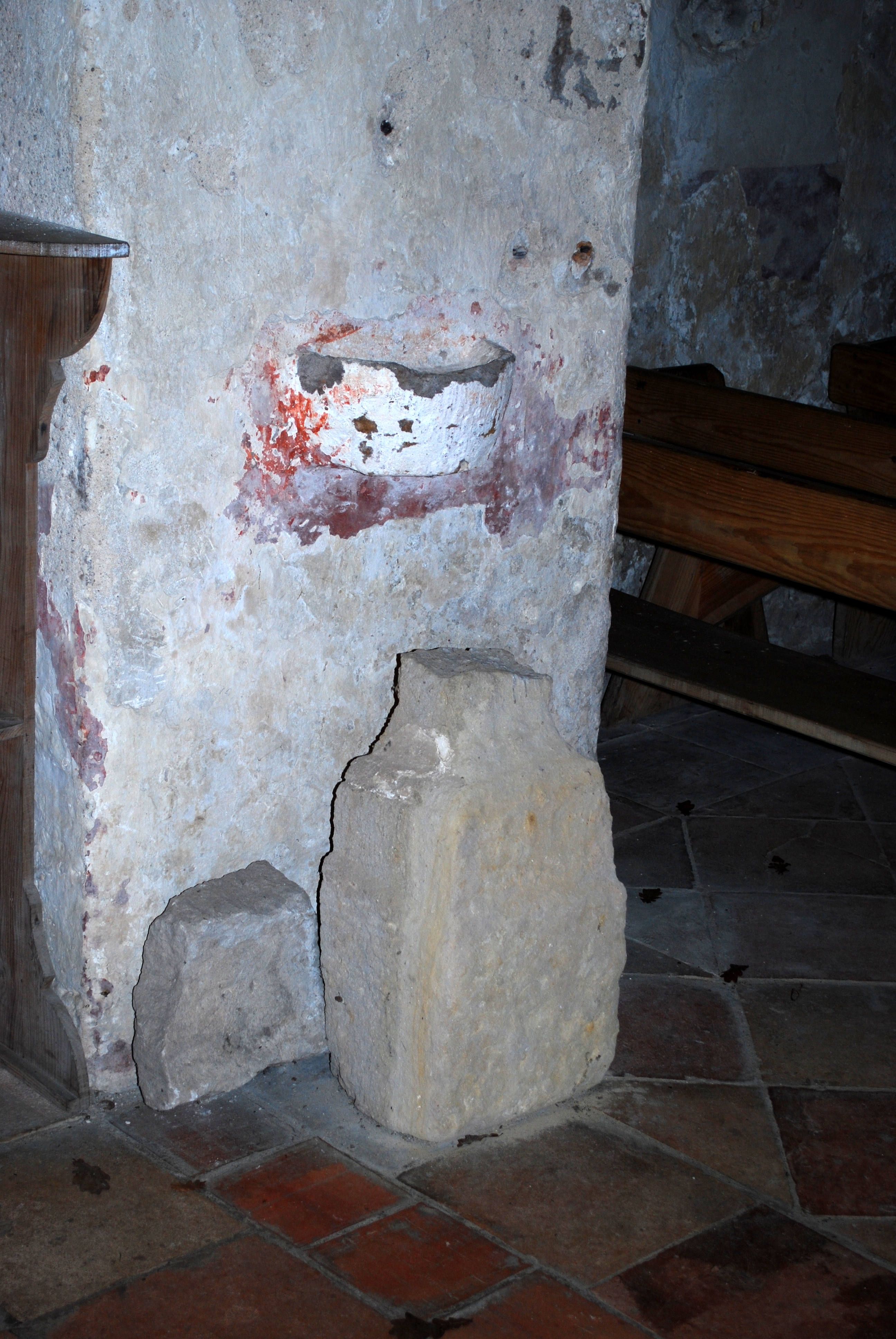
Bénitier nord
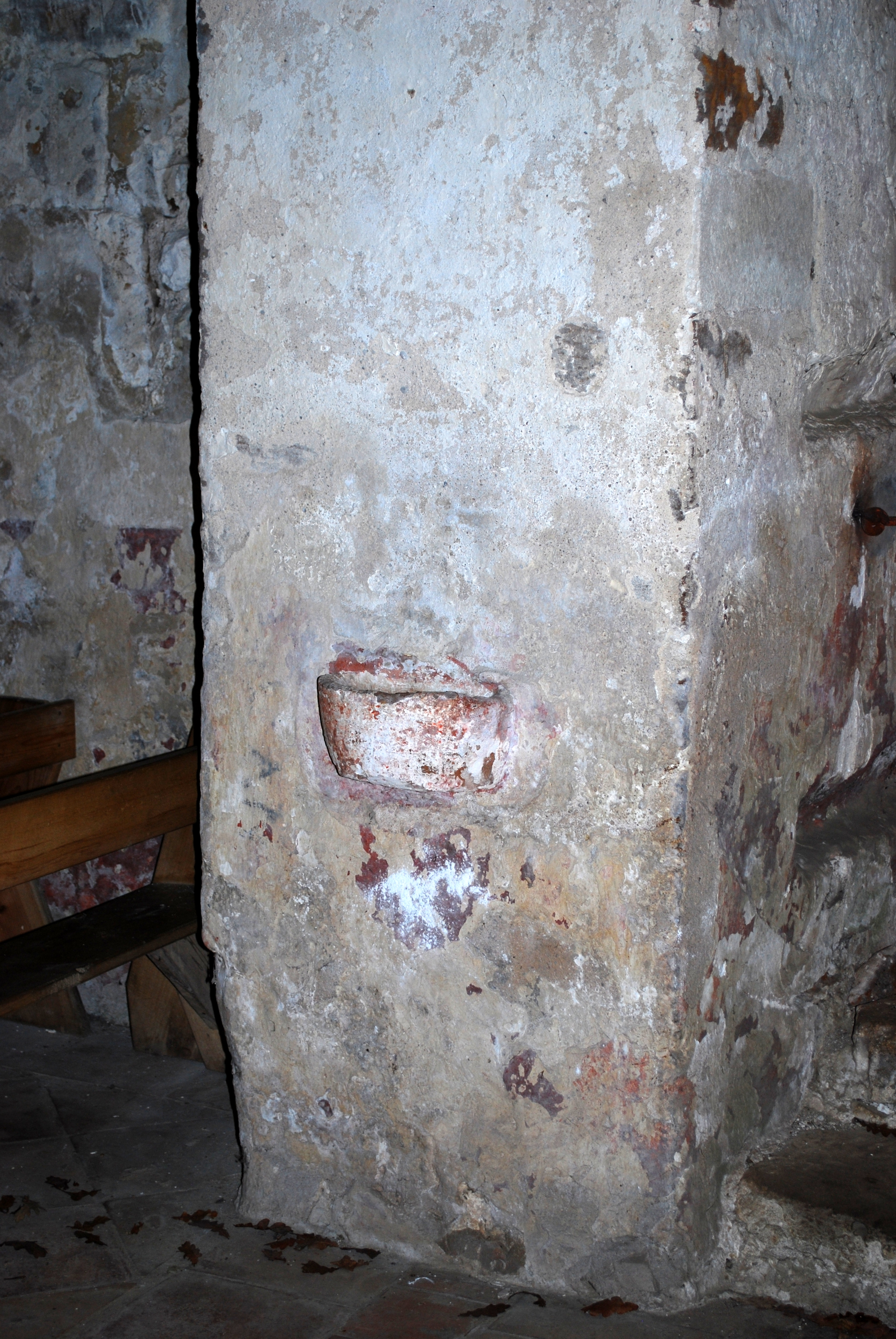
Bénitier sud

### Les vitraux
Les ouvertures sont, pour la plupart, plus ou moins récentes en remplacement des originaux romans beaucoup plus petits et ne laissant passer que peu de lumière. Les vitraux datent de la fin des années 1950. Les jours du soleil elles donnent une lumière exceptionnelle à l'intérieur de l'église.

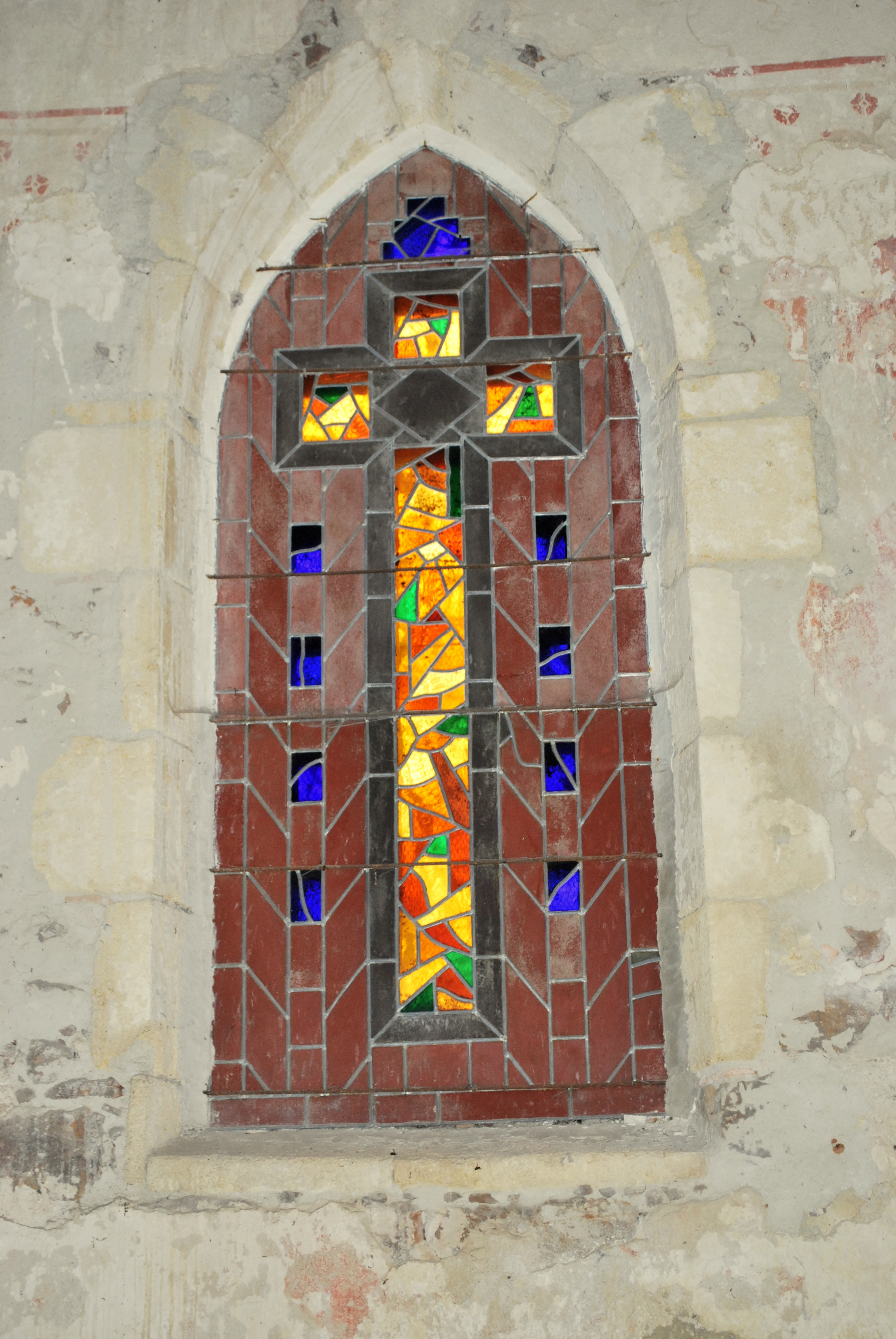
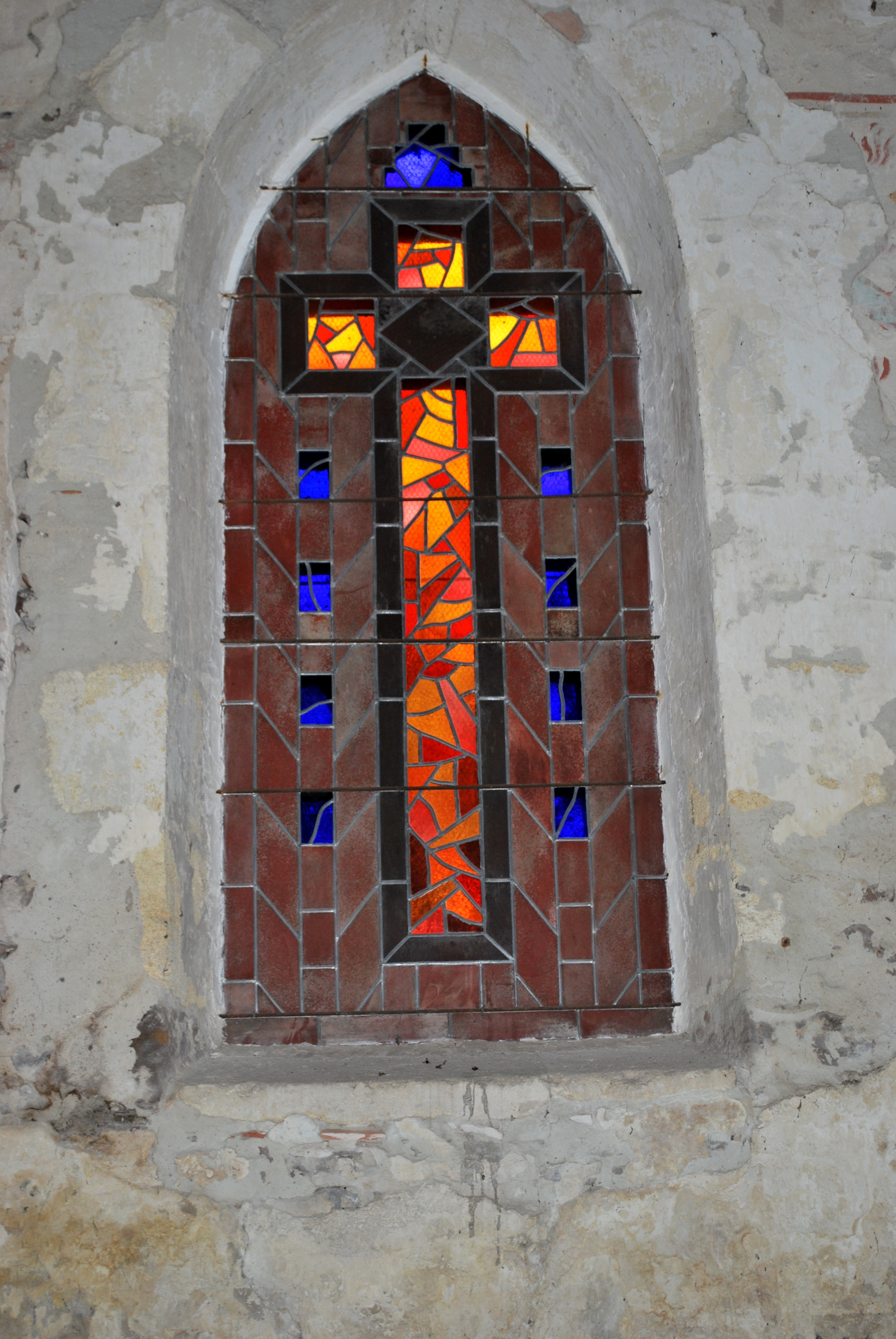
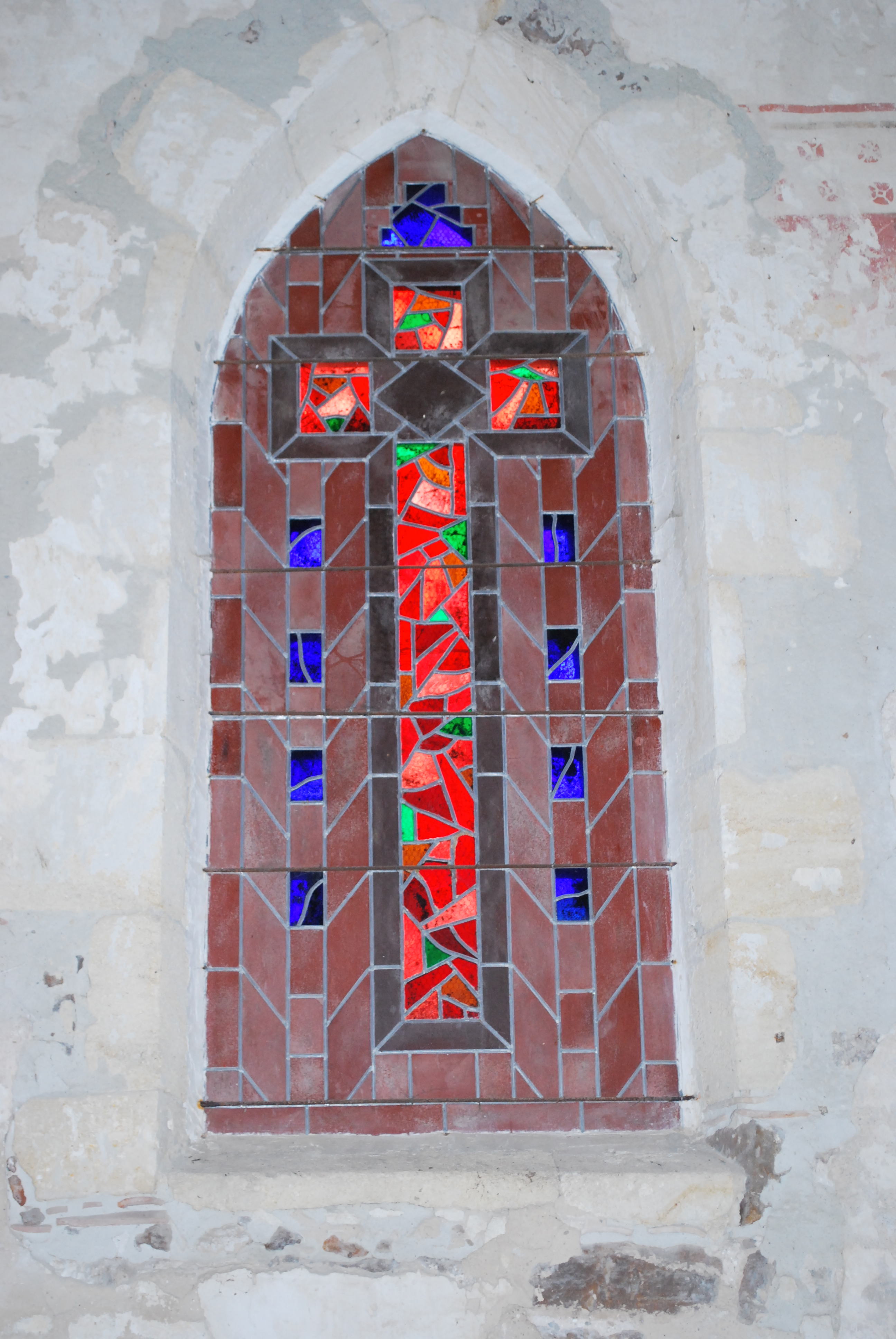
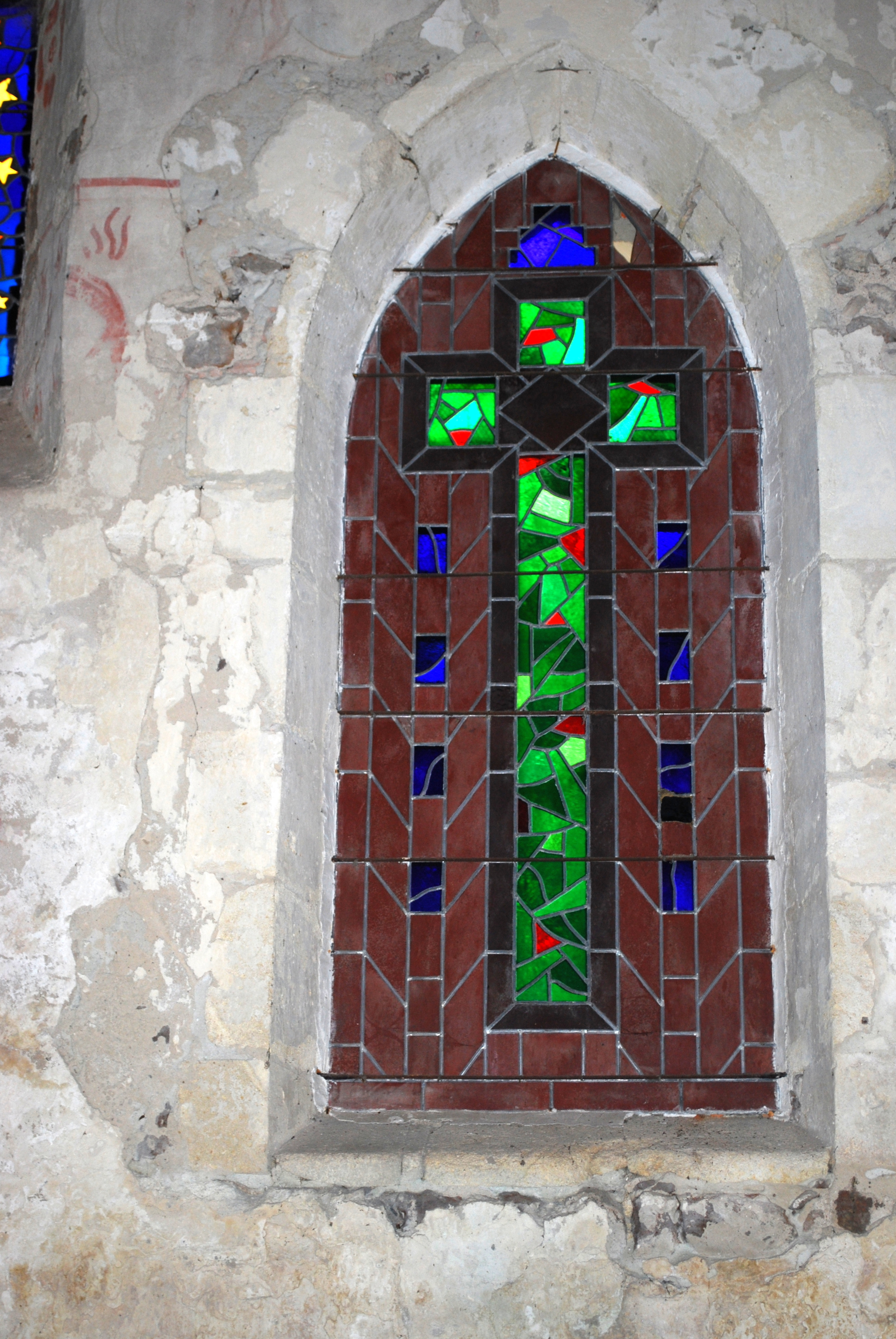
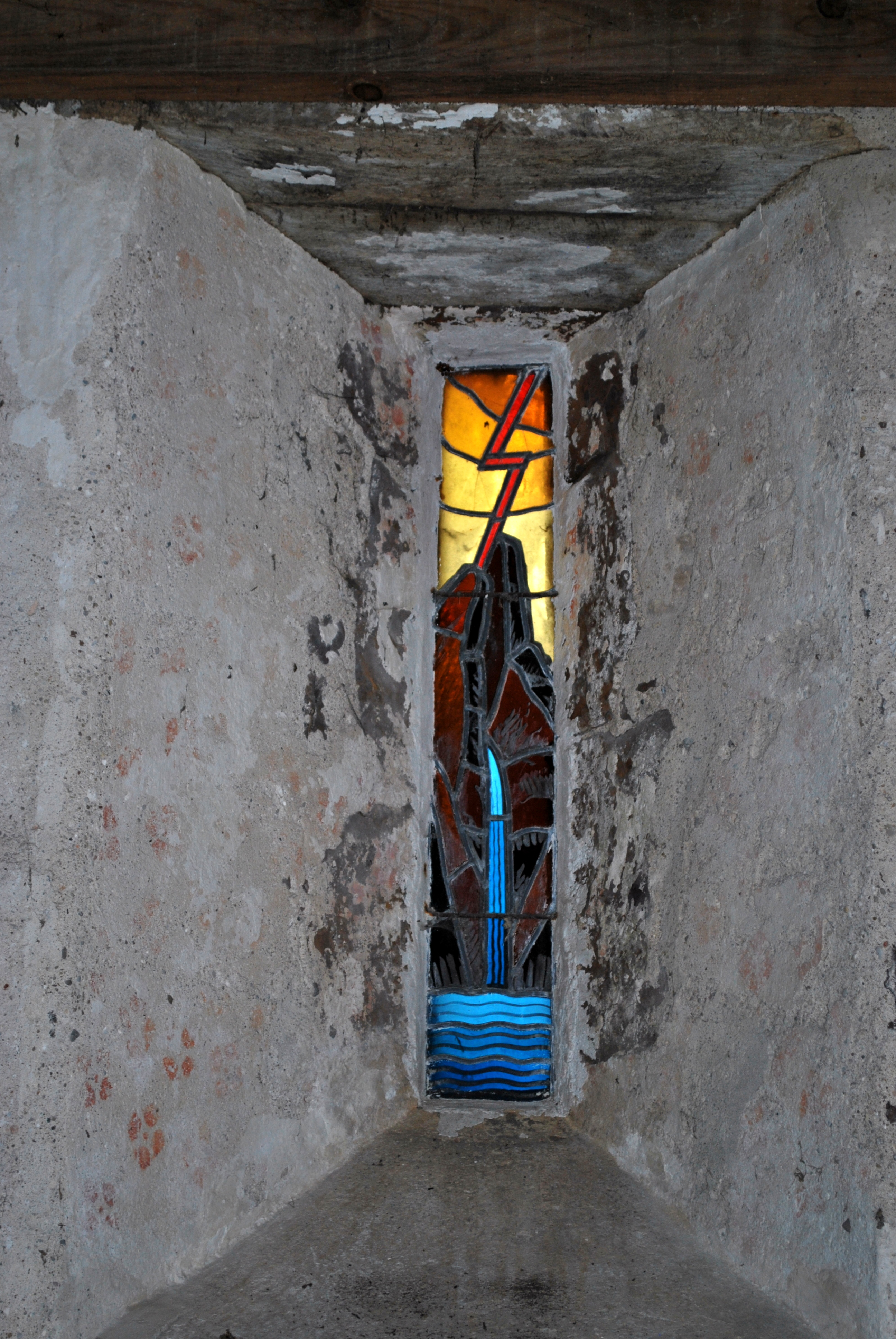

### Fresques
Les fresques datent du XVe siècle et il semble qu'il existe des peintures murales plus anciens sous le crépi existant.
La nef : Au nord de la nef les peintures représente les œuvres de miséricorde et sur la partie basse le dit des trois morts et des trois vifs (trois jeunes gentilshommes sont interpellés dans un cimetière par trois morts, qui leur rappellent la brièveté de la vie et l'importance du salut de leur âme). Sur le mur sud de la nef c'est le thème des sept péchés capitaux qui est développé.

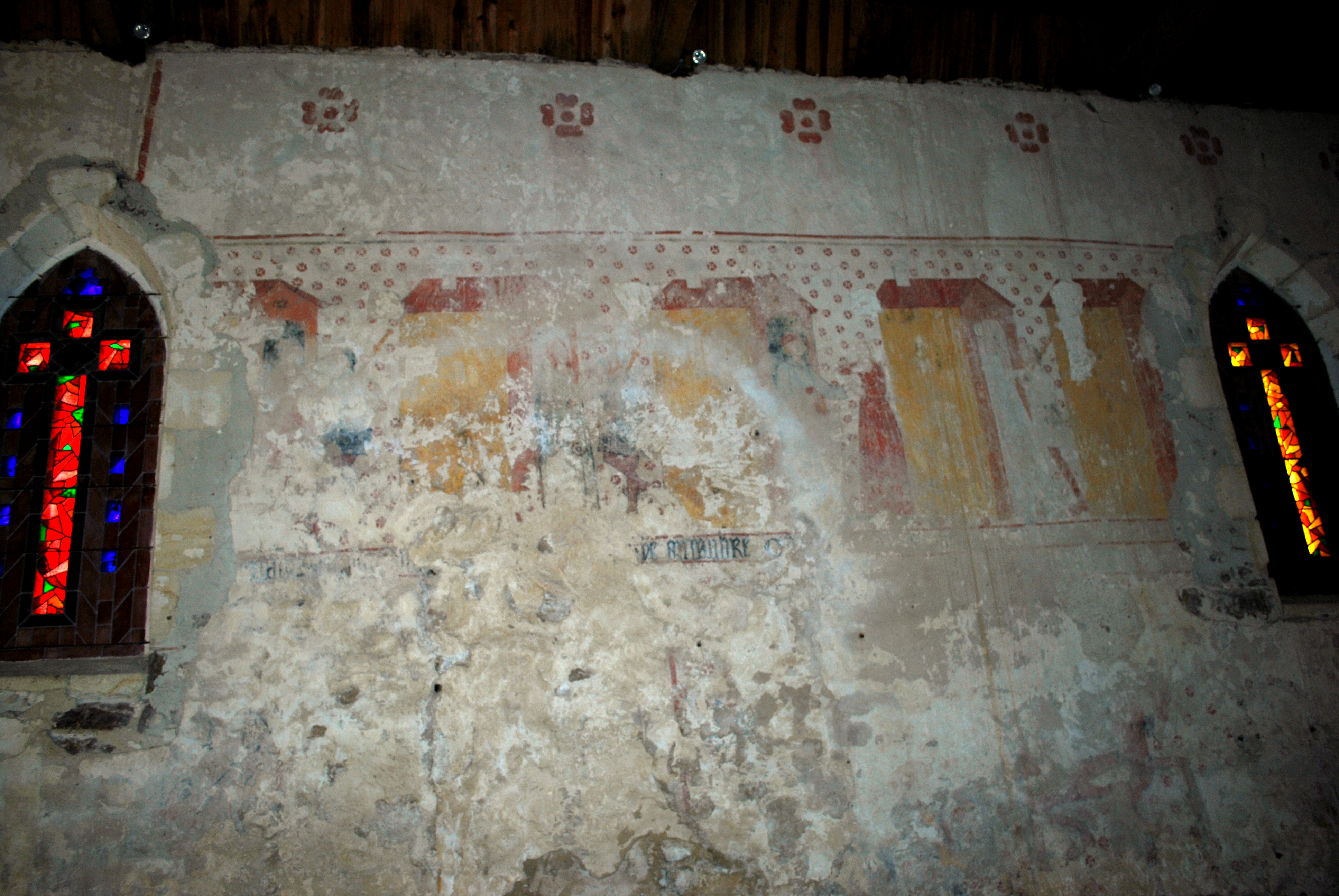
Nef nord a
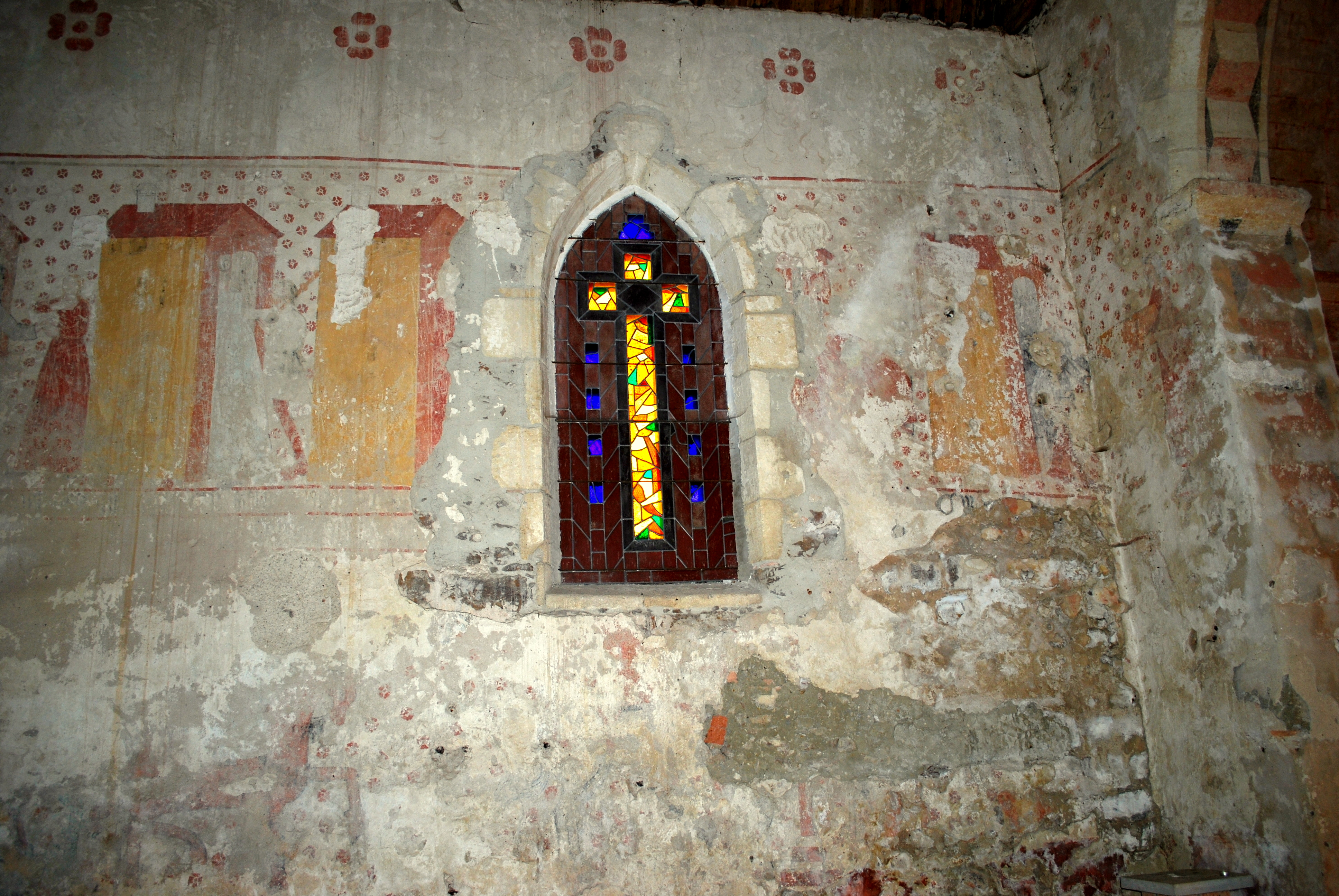
Nef nord b
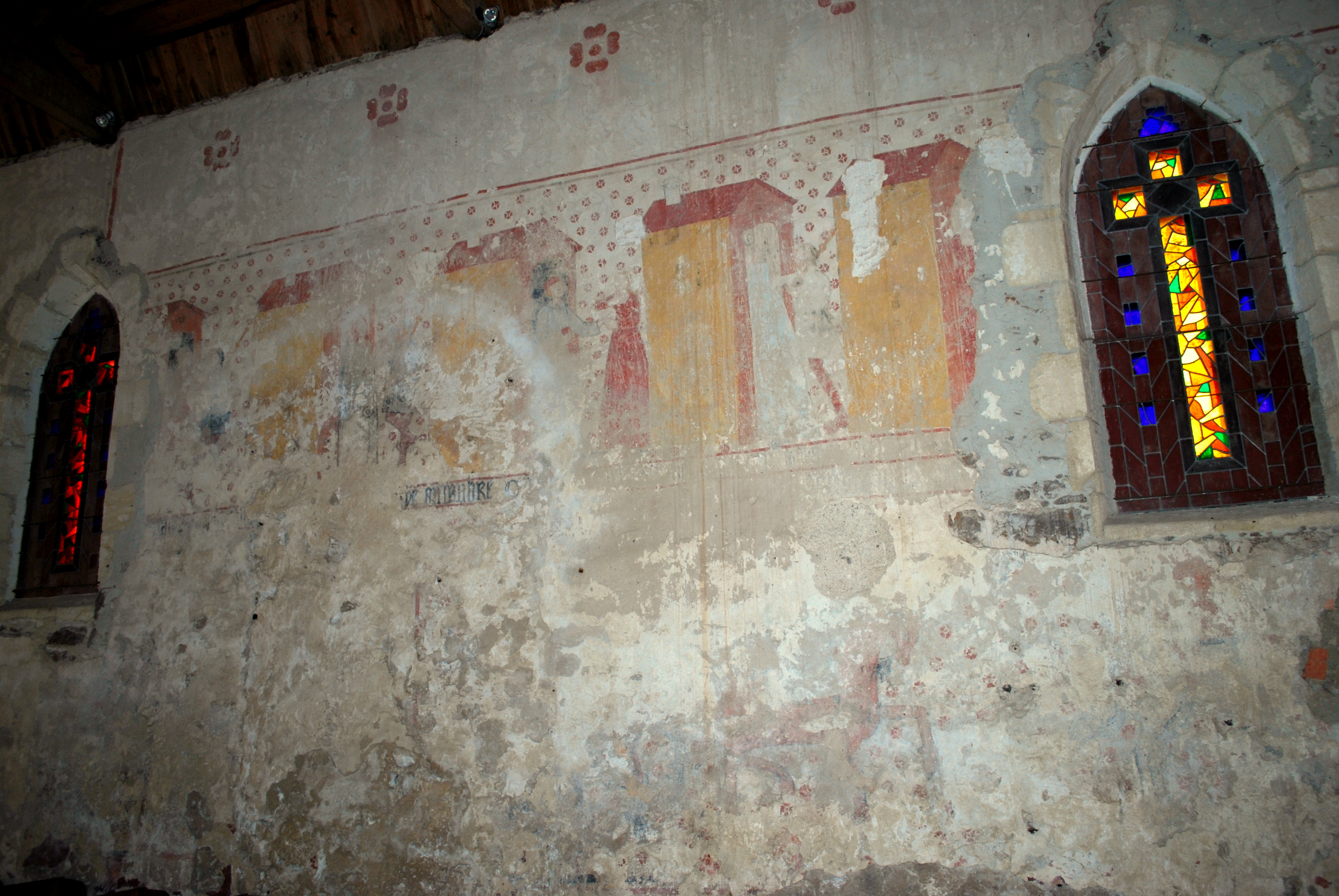
Nef nord v
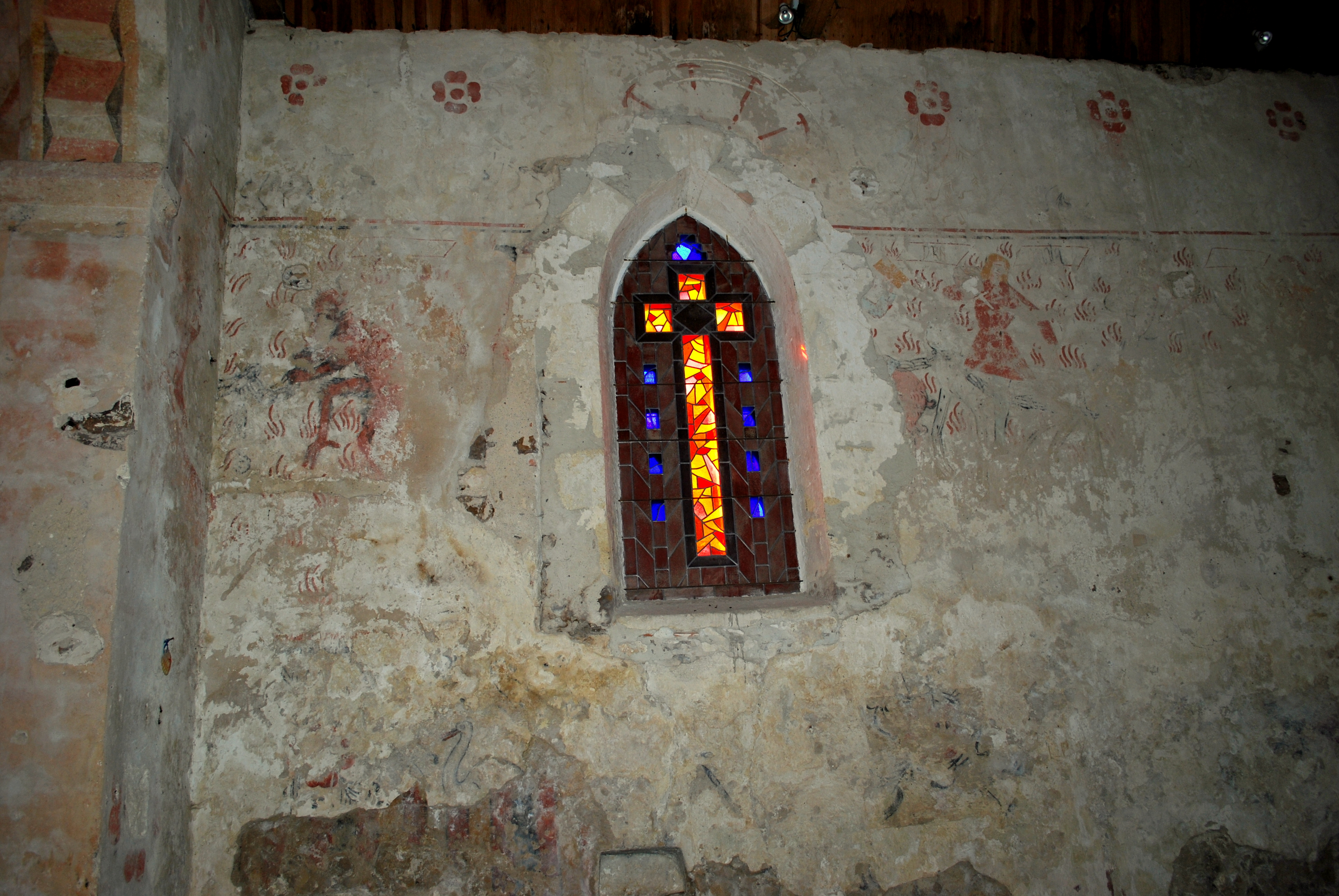
Nef sud a
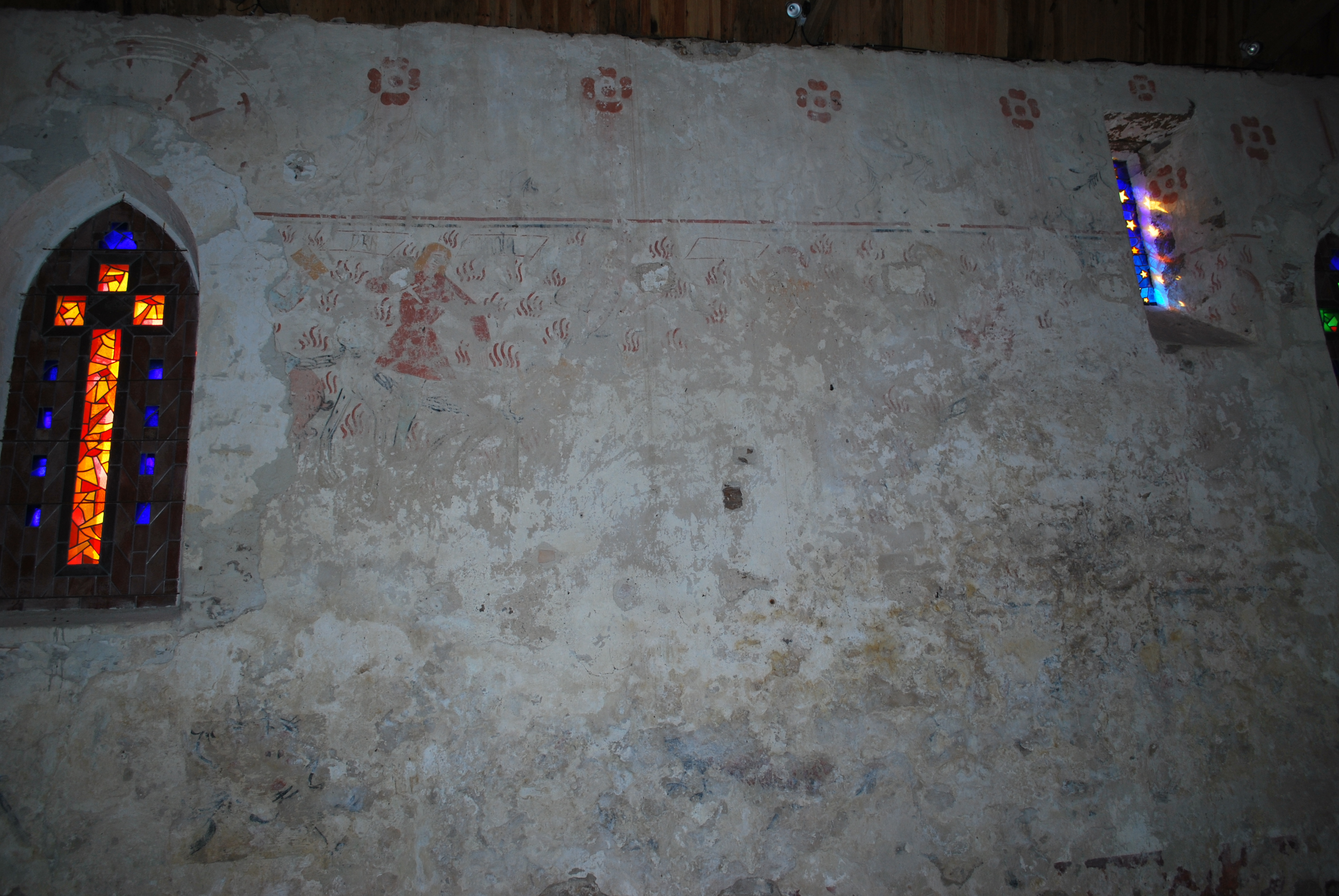
Nef sud b

Lors des dégagements des peintures de la nef en 1955, les couleurs étaient très vives et il a été procédé à leur relevé sur papier, à l’aquarelle, en grand dimension. Ces aquarelles sont détenues au Musée de l'Homme, à Paris. Elles seront très utiles en cas d'une éventuelle restauration, car les peintures sont en très mauvais état.
Le sanctuaire : Les thèmes sont très variés. On trouve dans le chœur : au sud, une représentation du Miracle du pendu-dépendu, une légende et avertissement très populaire sur les chemins de Saint-Jacques ; au sommet la Tétramorphe, les quatre animaux représentant les quatre Évangélistes et au nord, les traces d'anges. Dans le chevet on trouve le Christ et la Vierge.

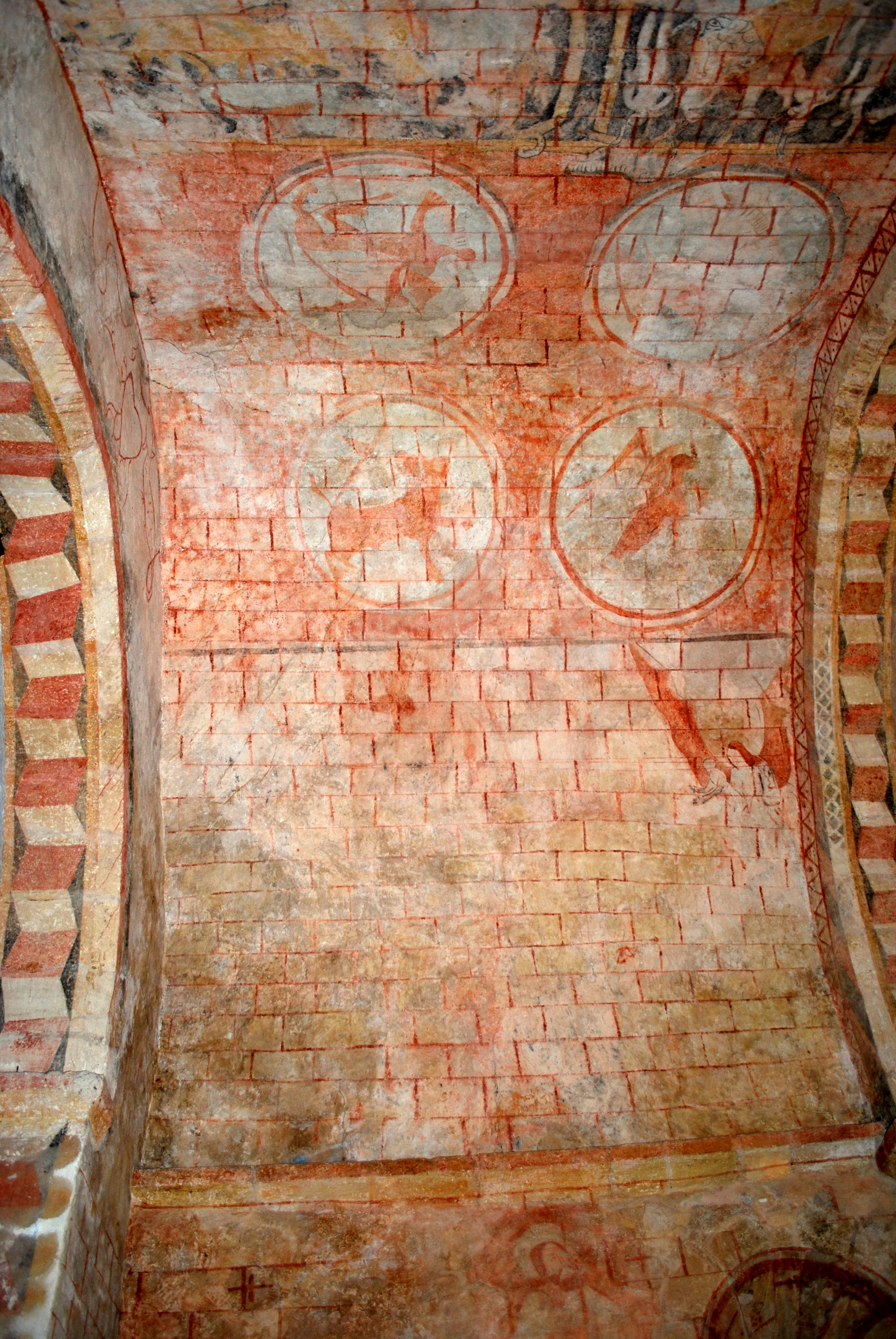
Chœur nord
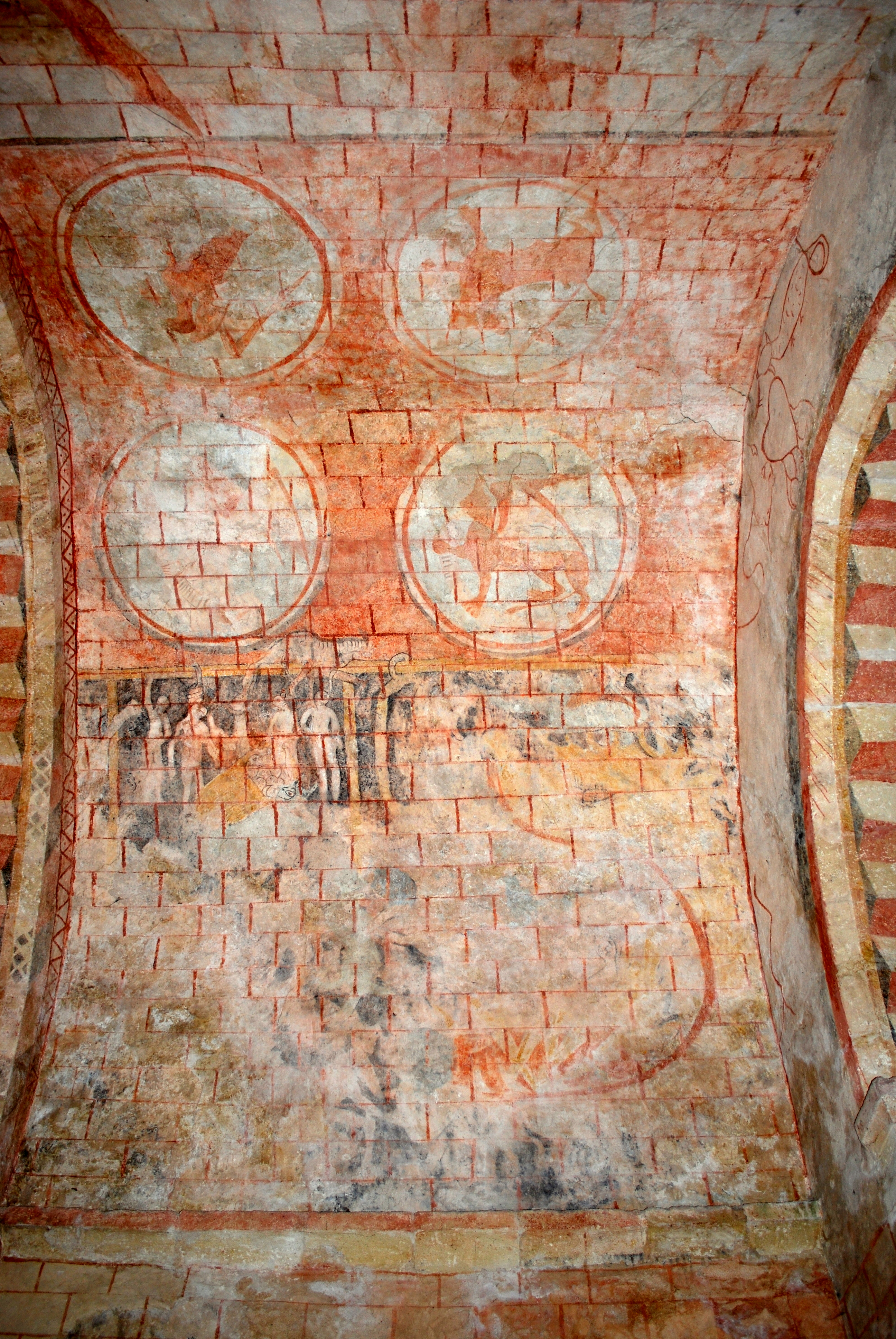
Chœur sud
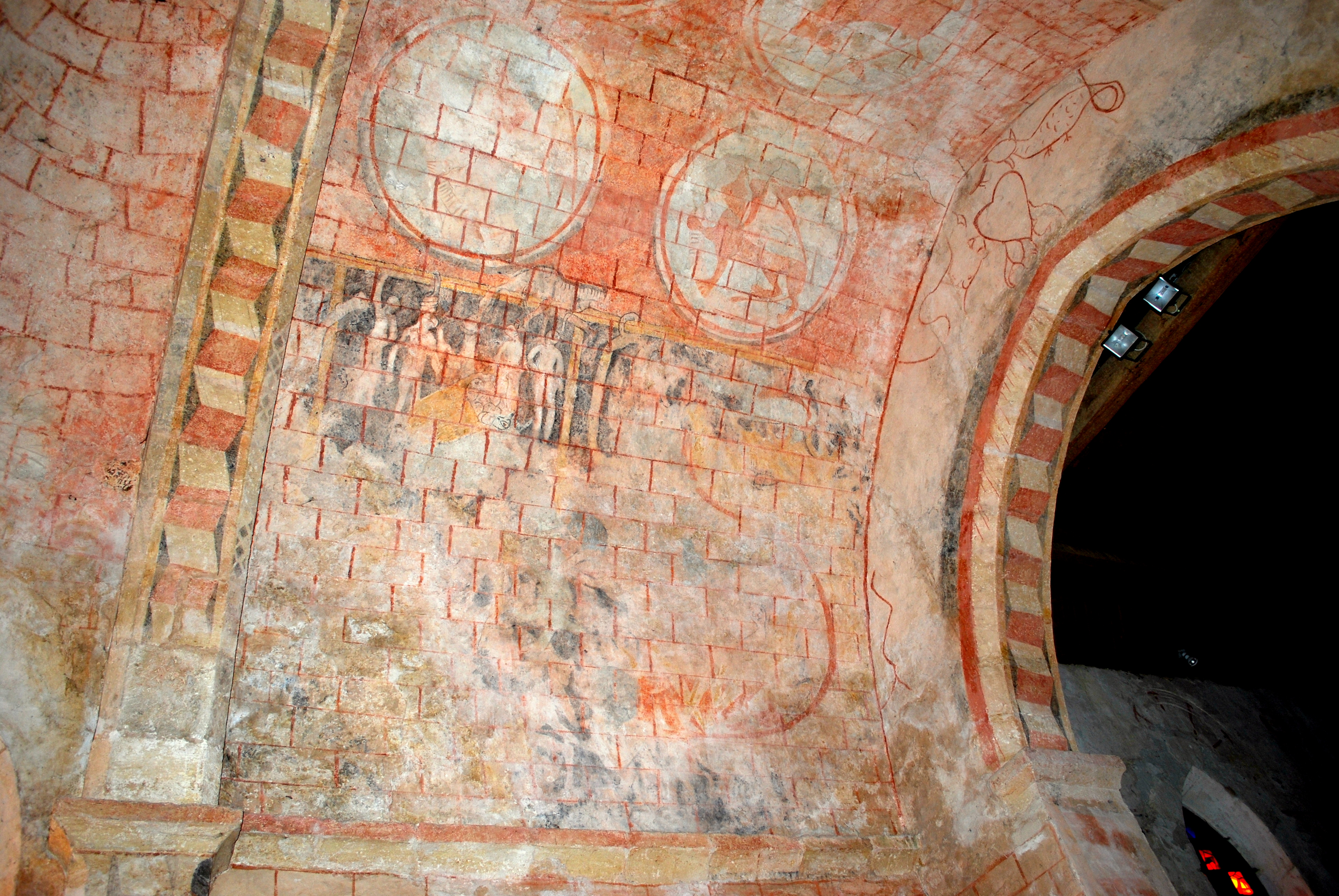
Pendus-dépendus
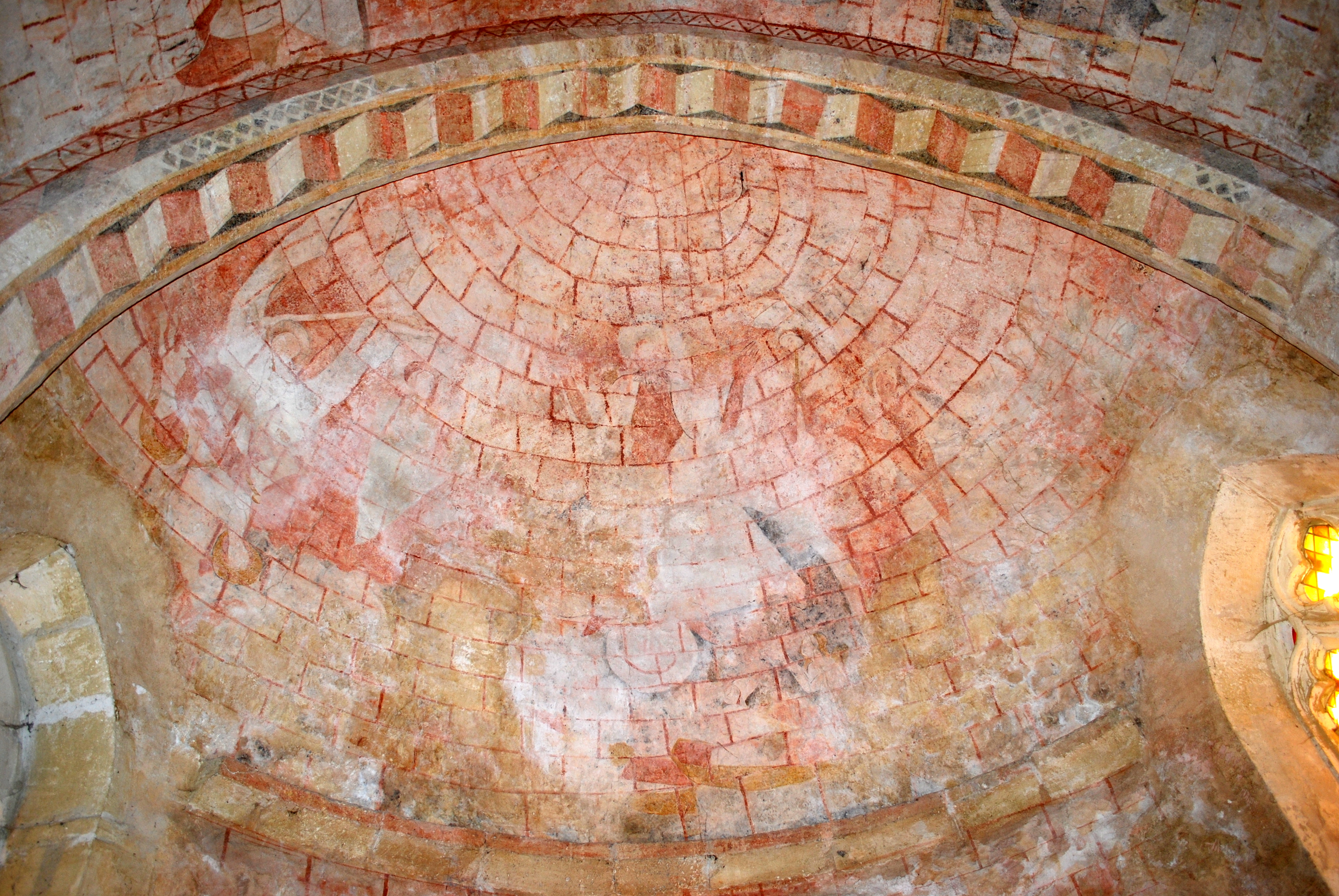
Chevet voûte
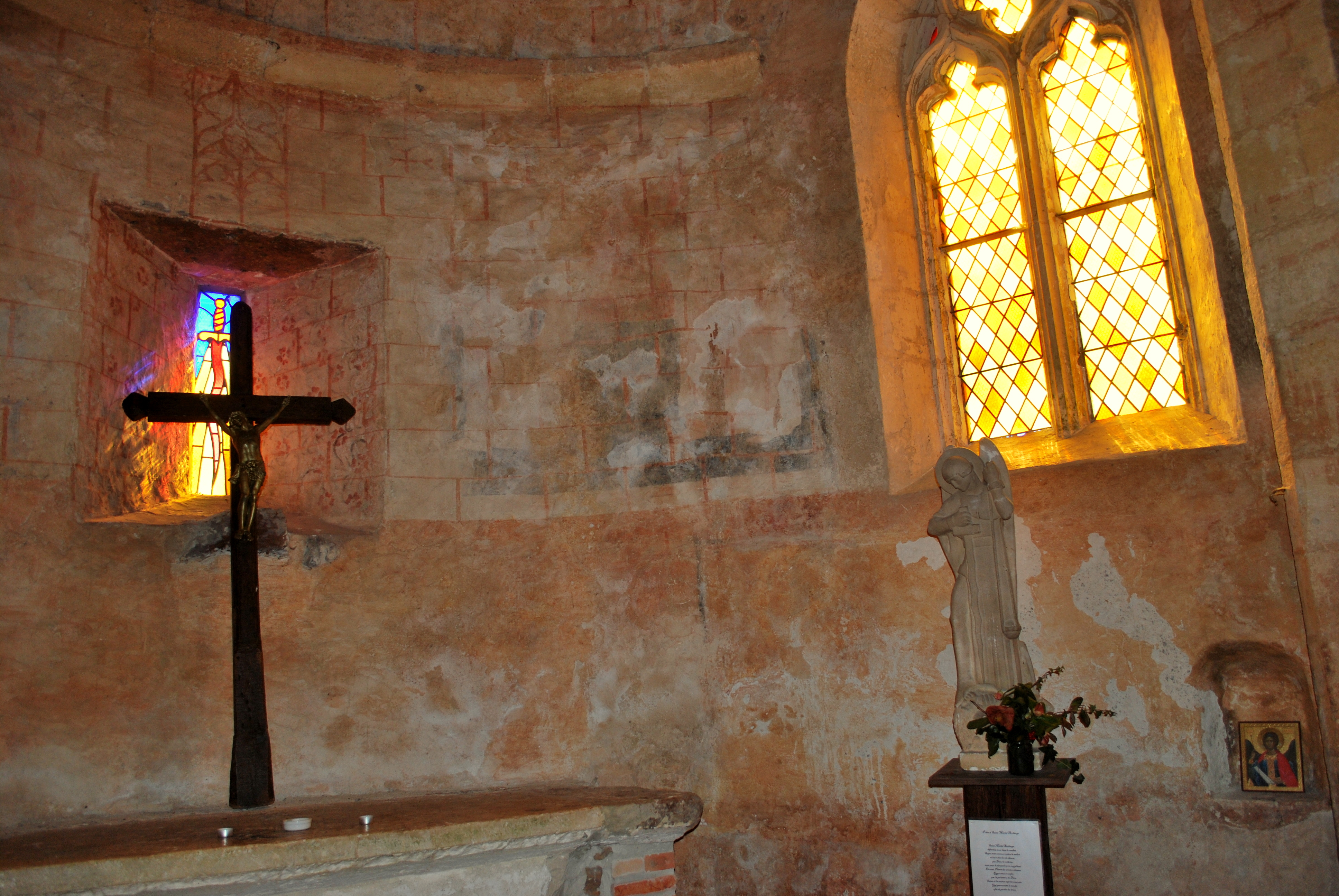
Chevet mur

L'église est classée au titre des monuments historiques par arrêté du 21 septembre 1957.